# Albert Ier (roi des Belges)
Vous lisez un « article de qualité » labellisé en 2020.
Pour les articles homonymes, voir Albert, Prince Albert et Albert Ier.
Albert Ier, né le 8 avril 1875 à Bruxelles et mort le 17 février 1934 à Marche-les-Dames (Belgique), est le troisième roi des Belges. Duc de Saxe, prince de Saxe-Cobourg et Gotha et héritier de la couronne belge à partir de 1905, il succède à son oncle Léopold II en 1909 et règne jusqu'à sa mort en 1934.
Le 2 octobre 1900, il épouse Élisabeth en Bavière, avec laquelle il partage une vision humaniste et pacifiste de la société. Le roi et la reine forment un couple très vite populaire et donnent une image modernisée de la monarchie, dont ils renouvellent le style. Issu d'une lignée aux racines germaniques et mari d'une princesse allemande, le roi choisit en 1914 de défendre son pays, pourtant créé neutre, et de combattre contre l'invasion allemande, affirmant ainsi le caractère belge de sa dynastie.
À partir de la Première Guerre mondiale, Albert devient l'objet d'un véritable mythe dépassant largement les frontières belges, et les surnoms guerriers de Roi Soldat ou de Roi Chevalier lui sont attribués. Après l'armistice de 1918, le roi intervient fréquemment dans les questions politiques belges. En 1919, alors que la Constitution borne ses pouvoirs, il réussit lors de l'entrevue de Lophem à convaincre les hommes politiques belges les plus éminents de la nécessité d'adopter le suffrage universel masculin pur et simple.
Le roi prône l'égalité effective des deux langues nationales, la reconnaissance de la liberté syndicale, l'extension de la législation sociale et l'essor des sciences. Sur le plan des relations internationales, il accomplit de longs voyages officiels et privés à l'étranger : les États-Unis en 1919, le Brésil l'année suivante, les Indes en 1925, sans oublier le Congo en 1928 et en 1932 et enfin la Syrie et la Palestine en 1933.
Passionné d'alpinisme et d'escalade, le roi a réalisé de nombreuses ascensions difficiles dans les Alpes. Le 17 février 1934, alors qu'il s'entraîne sur des rochers dans la vallée de la Meuse, il fait une chute mortelle. Son fils aîné lui succède sous le nom de Léopold III.

## Biographie

### Premières années et environnement familial

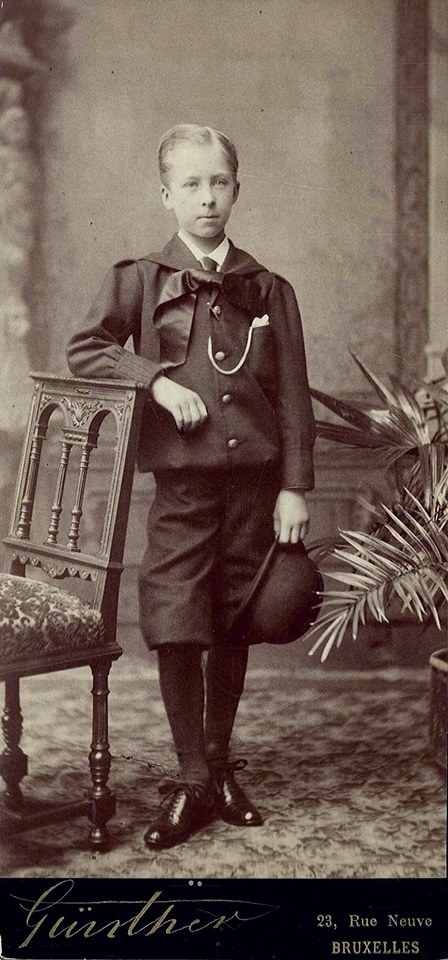
Albert de Belgique photographié par Jean Günther (1885).

Albert Léopold Clément Marie Meinrad de Saxe-Cobourg et Gotha, plus connu sous le nom d'Albert de Belgique, né le 8 avril 1875 au palais de ses parents à la rue de la Régence à Bruxelles, est le deuxième fils et le dernier des enfants du prince Philippe de Belgique, comte de Flandre (le frère de Léopold II) et de la princesse Marie de Hohenzollern-Sigmaringen. Son frère, Baudouin, est né en 1869 et ses deux sœurs, Henriette en 1870 et Joséphine en 1872.
Le mariage de ses parents à Berlin en 1867 a été décidé, sous les auspices de la reine Victoria, dans le dessein de raffermir la position du récent royaume de Belgique entouré de deux puissantes voisines : la France et la Prusse. C'est donc une princesse prussienne, dont le père, Charles-Antoine de Hohenzollern, est très influent en Allemagne, qui a été choisie pour épouser le frère du roi Léopold II. Le prince Albert est donc imprégné dès l'enfance par une double influence culturelle : belge et germanique. N'ayant pas connu ses grands-parents paternels, Albert tisse des liens étroits avec sa famille Hohenzollern.
La vie familiale du jeune Albert est rythmée par des séjours réguliers au domaine des Amerois situé en Ardenne belge méridionale. Cet imposant château entouré de plus de six cents hectares de terres, situé à dix kilomètres de Bouillon, a été acquis par le comte de Flandre pour que son épouse puisse retrouver une atmosphère lui rappelant sa Souabe natale. Les Flandre, parents et enfants, y demeurent durant tout l'été avant de se rendre durant deux mois environ dans les propriétés allemandes des grands-parents Hohenzollern : au château de Sigmaringen ou à celui de Krauchenwies.
À l'instar de ses frère et sœurs, Albert reçoit une instruction dispensée à domicile. Les horaires des cours sont denses, au point que la reine Victoria recommande à son cousin Philippe de ne pas trop faire travailler ses enfants. Lors des vacances aux Amerois, le programme scolaire est légèrement réduit, mais la comtesse de Flandre est très exigeante pour tout ce qui regarde l'éducation, l'instruction et la religion. Baudouin étant un élève appliqué et doué, Albert, en contraste, donne trop souvent une image de dilettante. Au début de l'année 1888, Albert est placé sous la direction d'un gouverneur militaire : Harry Jungbluth, un protestant dont la philosophie compense quelque peu les idées issues de la mouvance catholique très présentes chez les Flandre. Jungbluth accompagne Albert dans tous ses déplacements, notamment lors de sa visite de la tour Eiffel en 1889. L'année suivante, Albert se prend d'une passion pour la bicyclette qui lui permet de se déplacer incognito à la ville comme à la campagne. Brutalement, l'harmonie familiale est interrompue par la mort soudaine le 23 janvier 1891, des suites d'une pneumonie, du prince Baudouin.

### Prince de Belgique

#### Formation et voyages

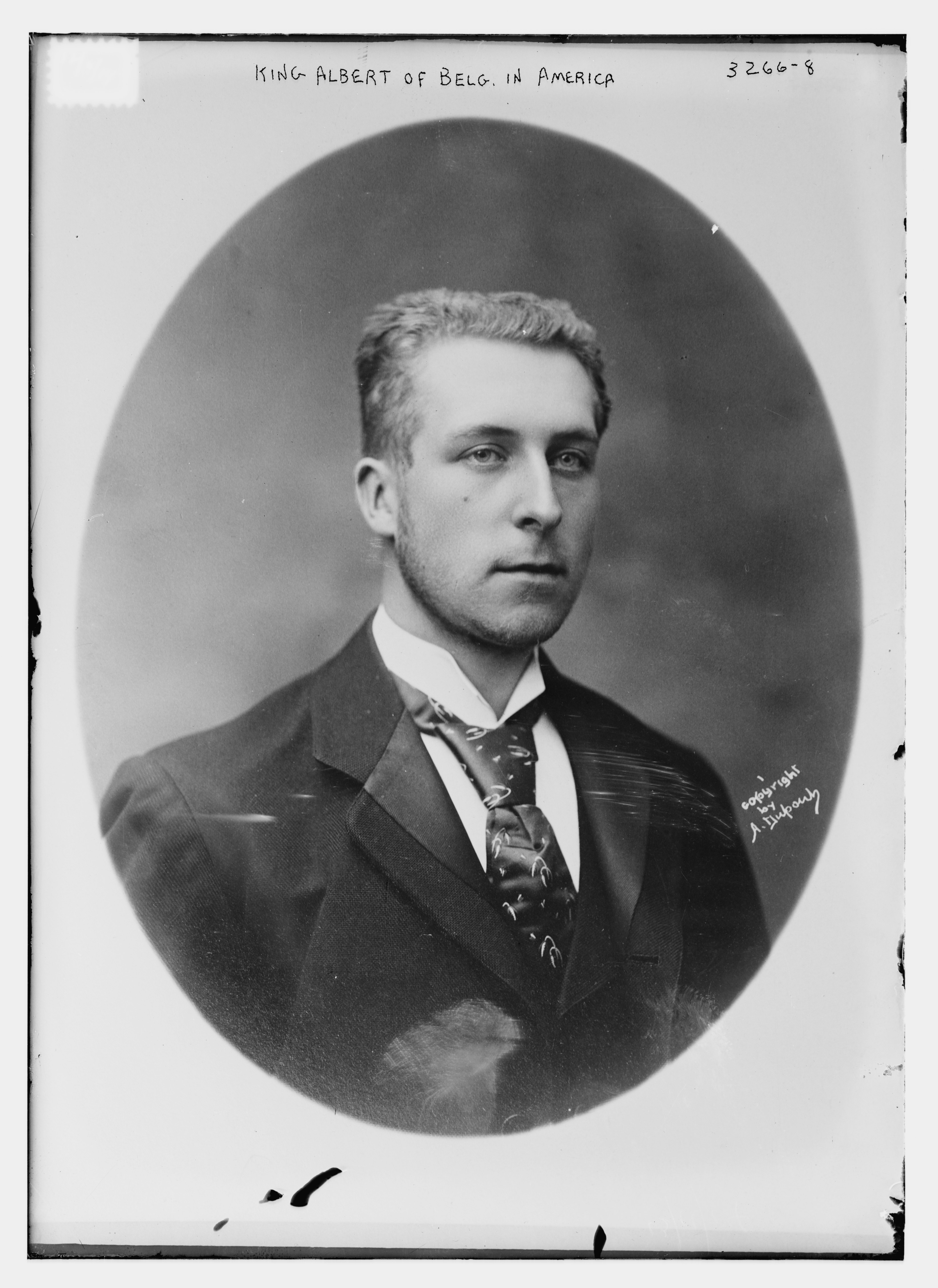
Le prince Albert lors de la traversée vers les États-Unis (photographie d'Aimé Dupont, mars 1898).

À la mort de son frère Baudouin, Albert devient l'héritier en second — après son père le comte de Flandre — du trône de Belgique. Le 14 mars 1891, un arrêté royal octroie à Albert et à l'ensemble de sa famille le titre de « prince de Belgique »,. Le 16 décembre 1891, comme son frère avant lui, le prince Albert entre à l'École royale militaire. L'année suivante, il devient sous-lieutenant au régiment des grenadiers,. Albert apprécie favorablement la fréquentation des milieux militaires, qui le placent au contact direct des diverses composantes de la population belge et lui offrent une certaine liberté dont il ne jouit pas chez ses parents. En tant que neveu de Léopold II, Albert représente son oncle en Belgique et à l'étranger. Il assiste notamment en mai 1896 au couronnement du tsar Nicolas II après s'être arrêté à Berlin pour présenter ses hommages à l'empereur allemand Guillaume II.
De 1893 à 1909, le prince Albert, en sa qualité de sénateur de droit, prononce plusieurs discours relatifs à l'amélioration de l'infrastructure navale, ferroviaire et routière du pays. Albert se rapproche de Jules Bosmans, autrefois précepteur du prince Baudouin. Bosmans, docteur en droit de l'Université de Louvain, devient son confident et son guide ; il sensibilise le prince à la question sociale. En 1895, Albert rédige une petite brochure — aujourd'hui disparue — dans laquelle il analyse les différents principes économiques et propose des solutions pour améliorer la condition de la classe prolétaire sans recourir au socialisme. Sa sœur Henriette remarque au sujet d'Albert : « Il a un intérêt passionné pour tout ce qui touche l'ouvrier, à sa vie et à son bien-être. » En effet, Albert n'hésite pas à fréquenter une table de cabaret ou à visiter un charbonnage comme à Seraing en 1897, où il descend dans un puits de mine à six cents mètres sous terre.
Au printemps 1898, Albert effectue un voyage en Amérique du Nord qui le mène d'abord aux États-Unis puis au Canada. Ce périple de quatre mois (du 3 mars au 2 juillet) le conduit successivement à Washington, New York, Boston, Philadelphie, Los Angeles, San Francisco, Salt Lake City, Denver, Chicago, Pittsburgh, Toronto, Ottawa, et enfin au Québec où il visite notamment Montréal. Ce voyage très formateur offre au jeune homme l'opportunité d'acquérir des connaissances nouvelles et de rencontrer une société très différente de celle qu'il côtoyait en Europe. Il entre en effet en contact avec les milieux politiques et financiers américains. Il est autant impressionné par le degré d'industrialisation que par les beautés naturelles des lieux qu'il visite.

#### Mariage avec Élisabeth en Bavière

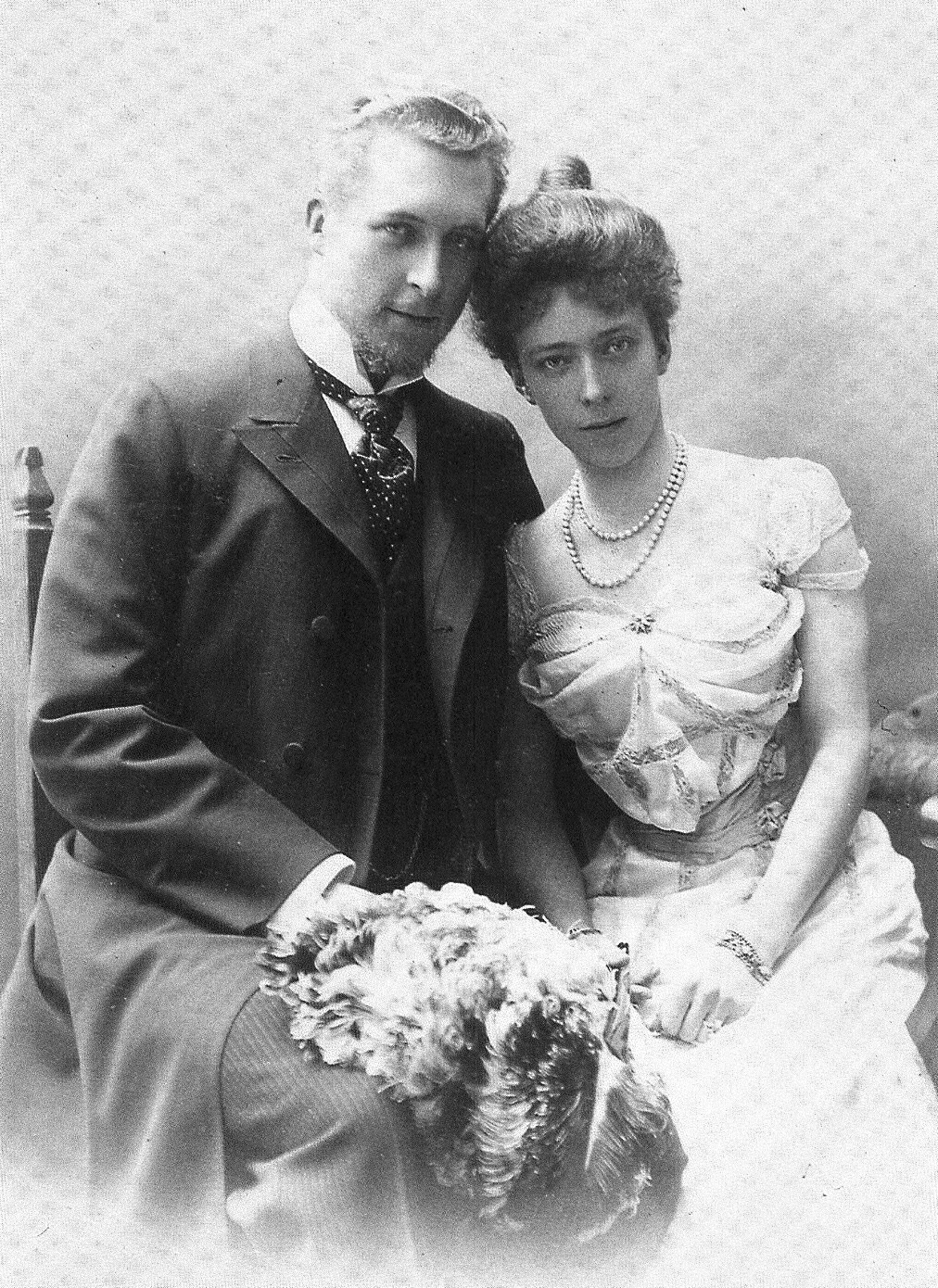
Fiançailles d'Albert et d'Élisabeth (1900).

Le prince Albert et la future reine Élisabeth s'étaient rencontrés une première fois en mai 1897 à Paris, lors des funérailles de la duchesse d'Alençon, morte tragiquement dans l'incendie du Bazar de la Charité. Toutefois, c'est de la princesse Isabelle d'Orléans qu'Albert tombe amoureux. Immédiatement, le roi Léopold II met son veto à ce mariage afin de ne pas s'attirer les foudres du gouvernement français car Isabelle est la sœur de Philippe d'Orléans, le prétendant orléaniste au trône de France. Léopold II envisage que sa petite-fille, l'archiduchesse Élisabeth-Marie, surnommée « Erzsi », épouse Albert, mais ce dernier ne le souhaite pas.
Lors d'un séjour à Neuilly-sur-Seine chez sa sœur Henriette, Albert rencontre deux princesses en Bavière : Élisabeth et sa sœur Marie-Gabrielle, cousines germaines du mari d'Henriette. La plus jeune est déjà fiancée, mais Albert est libre de demander la main de l'aînée. Élisabeth, d'un an la cadette d'Albert, a passé une jeunesse insouciante dans la chaleur familiale du foyer formé par ses parents : Charles-Théodore duc en Bavière et Marie-Josèphe infante de Portugal. Homme organisé, passionné par les sciences, le père d'Élisabeth exerce une influence considérable sur sa fille. Ayant perdu très tôt sa première épouse, il a quitté ses fonctions d'officier de cavalerie, pour se consacrer à la médecine, Charles-Théodore se spécialise en ophtalmologie et réalise plus de 5 000 opérations de la cataracte. Élisabeth, au caractère vif, a appris plusieurs langues, s'adonne volontiers au tennis et voue une passion pour la musique, encouragée par ses parents, qui forment un couple princier atypique.
Bien que la princesse soit issue de la maison de Wittelsbach, une des plus anciennes dynasties d'Europe, et qu'elle soit la nièce de l'empereur François-Joseph Ier d'Autriche, du grand-duc héritier de Luxembourg et du duc de Parme, les parents d'Albert ne manifestent aucun enthousiasme pour une alliance de leur fils avec une princesse dont la famille est réputée excentrique. Toutefois, au printemps 1900, Albert ose faire sa demande en mariage : « Croyez-vous que vous pourriez supporter l'air de la Belgique ? ». Après que le roi Léopold II a donné son accord, leurs fiançailles sont conclues à Fontainebleau le 29 mai 1900. Au terme de plusieurs mois de négociations, un contrat de mariage est signé : Albert jouira d'une rente annuelle de 250 000 francs octroyée par son père, à laquelle s'ajoute celle accordée par le roi qui se chiffre à 120 000 francs. Les noces d'Albert et Élisabeth sont célébrées à Munich le 2 octobre 1900.
Le couple a trois enfants :
- Léopold (futur Léopold III), prince de Belgique, duc de Brabant, né le 3 novembre 1901 et mort le 25 septembre 1983, roi des Belges de 1934 à 1951 ;
- Charles, prince de Belgique, comte de Flandre, régent du royaume de 1944 à 1950, né le 10 octobre 1903 et mort le 1er juin 1983[N 10] ;
- Marie-José, princesse de Belgique, reine d'Italie (1946), née le 4 août 1906 et morte le 27 janvier 2001. Elle épouse le 8 janvier 1930 Humbert de Savoie (15 septembre 1904 - 18 mars 1983), prince héritier d'Italie. Elle devient ensuite reine d'Italie durant seulement un peu plus d'un mois (du 9 mai 1946 au 13 juin 1946), ce qui lui confère le surnom de « Reine de mai ».

L'acte par lequel Léopold II approuve le mariage du prince Albert ne porte aucun contreseing ministériel, contrairement aux prescriptions des articles 85 et 106 de la constitution. En janvier 1910, après l'accession au trône d'Albert, un avocat gantois, Alfons Jonckx, avance la thèse que de ce fait, le prince Albert est déchu de ses droits au trône. Dans Le Soir du 6 janvier 1910, Auguste Beernaert rectifie les propos de Jonckx en affirmant : « le consentement du roi intervenant au contrat de mariage n'est pas discutable, le consentement des ministres assistant aux cérémonies ne l'est pas moins », mais concède qu'il y a en effet eu, étant donné l'absence d'un arrêté royal, « un accroc théorique à la lettre de la Constitution », ajoutant ironiquement que « personne n'a été lésé ».

#### Un prince de son temps

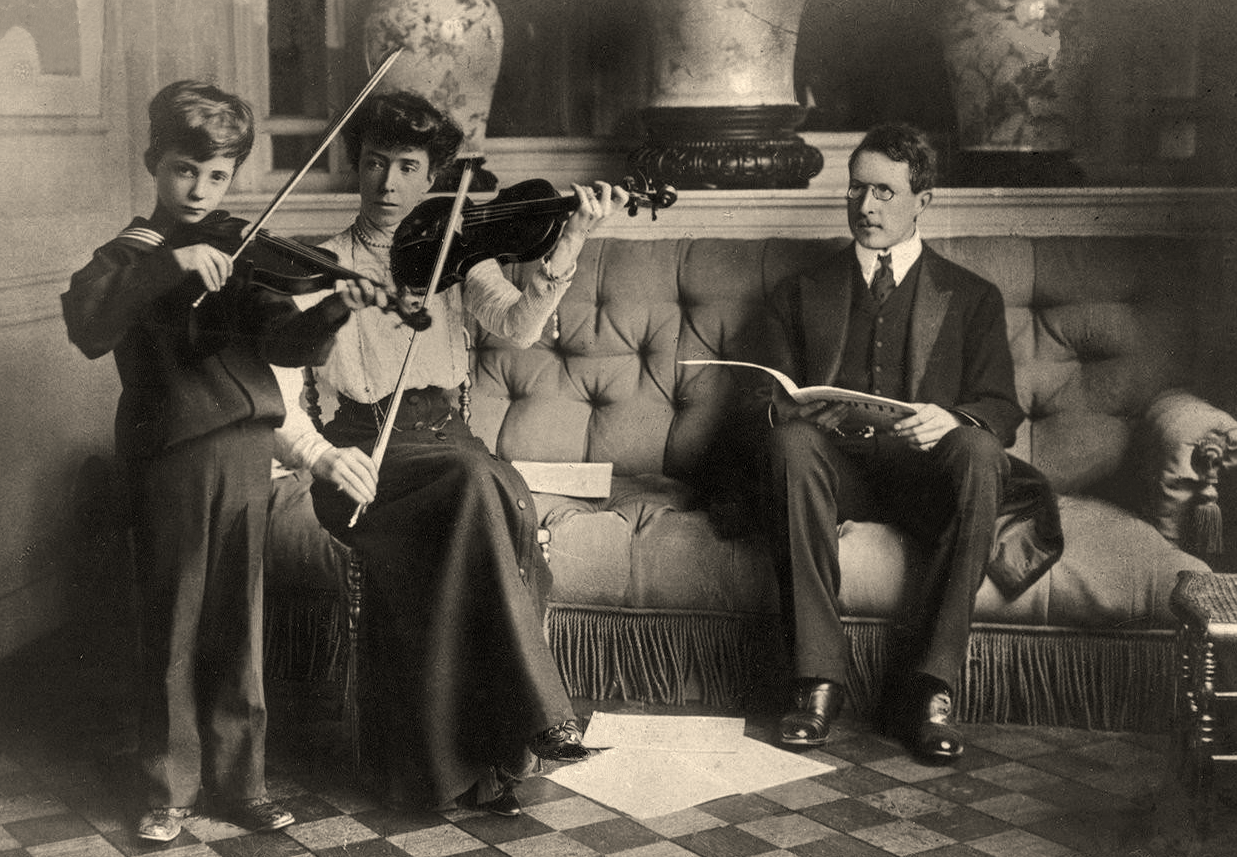
La reine Élisabeth donne une leçon de violon au prince Léopold vers 1909.

Un an après leur mariage, Albert et Élisabeth quittent le palais du comte de Flandre, où ils vivaient provisoirement et ne se plaisaient pas en raison d'un manque d'intimité, pour s'installer à l'hôtel van der Noot d'Assche rue de la Science (occupé depuis 1948 par le Conseil d'État). Devenus plus indépendants, Albert et Élisabeth entretiennent désormais de meilleures relations avec le comte et la comtesse de Flandre.
Le couple, rapidement parent de trois enfants, mène une vie simple, sans grand apparat. Les visites d'Albert et Élisabeth recueillent beaucoup de succès dans le pays. Ce couple jeune et uni forme un contraste singulier et involontaire avec le couple royal. Le comte de Flandre écrit en juillet 1902 : « Les visites d'Albert en province font le meilleur effet. Il s'en tire très bien et avec à propos et la petite [Élisabeth] fait bon effet. Qui l'aurait cru ? On [Léopold II] n'aime pas en haut lieu que les acclamations aillent à d'autres qu'à son auguste personne. » Dès leur plus jeune âge, les enfants d'Albert participent à des manifestations populaires telles que le « Longchamps Fleuri » à Bruxelles. Cette image de bonheur familial constitue l'un des piliers de la popularité d'Albert Ier.

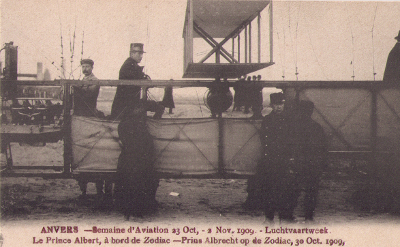
Le prince Albert au meeting d'aviation d'Anvers s'apprête à voler à bord du dirigeable Zodiac le 30 octobre 1909.

Albert, féru de nouvelles technologies, n'hésite pas à emprunter les moyens de transport récemment créés. Il acquiert un tricycle à pétrole, puis une automobile (en 1901) qu'il conduit avec fougue. Le 27 mai 1907, il profite d'un séjour à Paris pour effectuer, au départ de Saint-Cloud, sa première ascension en ballon libre. Le 30 octobre 1909, il accomplit un vol au-dessus du terrain d'aviation d'Anvers à bord d'un dirigeable,. Albert et Élisabeth fréquentent peu le roi Léopold II, qui séjourne souvent en France et dont ils ne partagent pas les vues en divers domaines, estimant que le roi ne tente rien pour soigner sa popularité.
Le 17 novembre 1905, le comte de Flandre Philippe meurt ; son fils Albert devient donc l'héritier de la couronne. Cependant, Léopold II ne le préparant aucunement à régner, Albert comprend qu'il doit se former dans l'ombre à ses futures fonctions monarchiques. Il lit énormément d'ouvrages relevant de domaines divers : économie politique, statistique, sociologie ou philosophie. À Élisabeth qui souhaiterait que son mari l'accompagne lors de ses nombreux séjours auprès de sa famille ou dans des villes de cure, Albert répond qu'il doit « travailler jusqu'à crever pour acquérir […] un savoir suffisant pour exclure du moins le ridicule de la fonction que la fatalité doit m'infliger plus tard ».
L'une de ses premières initiatives en tant que prince héritier est la création en 1906 de l'Œuvre royale IBIS, une institution visant à améliorer l'instruction des orphelins de pêcheurs défavorisés toujours active en 2020. Le prince Albert s'intéresse toujours aux questions sociales lorsqu'elles se posent concrètement. Ainsi, la prochaine mise en exploitation de gisements houillers dans le Limbourg en 1908 requiert d'accueillir une immigration ouvrière massive dans une région à faible densité de population. Revenant de Birmingham, où il a visité une cité-jardin, Albert se déclare partisan de ce type de logements, dont l'édification permettrait de résoudre la question de la surpopulation qui va se poser sous peu dans le Limbourg.
Albert est intéressé depuis des années par le Congo belge. Passionné par les récits de ceux qui s'y sont rendus et interpellé par les controverses acerbes qui s'étaient exprimées, Albert décide de juger par lui-même de la situation. Il débute donc le 20 avril 1909 un périple de 80 jours au Congo belge. Si la traversée de l'Afrique australe constitue plutôt un voyage d'agrément, à partir de Broken Hill (Kabwe), le prince accomplit une véritable expédition. Il parcourt près de 4 000 km à pied, à vélo et en baleinière. Albert désire réduire à leur minimum les formalités protocolaires. Officiellement, il témoigne à son oncle de son « émerveillement pour la belle contrée dont vous avez fait une colonie belge. » Cependant, dans ses carnets de voyage, il critique violemment la politique d'exploitation de la colonie mise en place par Léopold II et exprime ses craintes face aux ambitions d'expansion britanniques,.

### Roi des Belges

#### Premières années

Prestation de serment du roi en 1909.

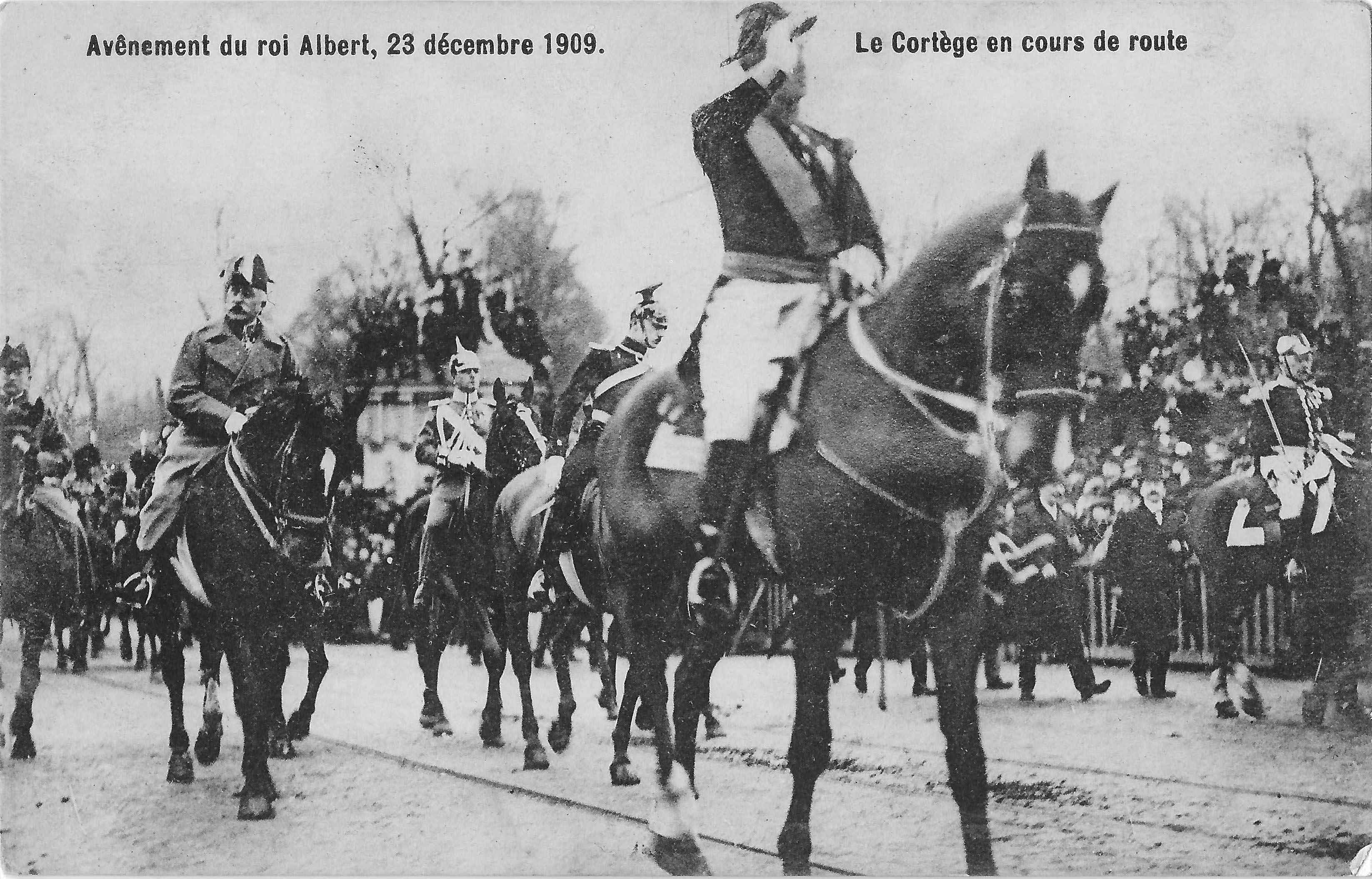
Le cortège à Bruxelles lors de l'avènement du roi Albert le 23 décembre 1909.

Le 17 décembre 1909 le roi Léopold II meurt d'une embolie foudroyante au château de Laeken. En prêtant le serment constitutionnel, Albert devient le troisième roi des Belges. Il est immédiatement confronté à un dilemme : le défunt roi avait exprimé la volonté que seuls Albert et les gens de sa maison suivent son convoi funéraire. Il transgresse les consignes et mène le deuil avec la pompe royale requise lors de funérailles solennelles célébrées à Bruxelles le 22 décembre 1909.
Le 23 décembre 1909, la foule présente à Bruxelles pour assister aux cérémonies entourant la prestation de serment réserve un accueil particulièrement chaleureux au nouveau roi. Albert Ier est le premier souverain à prêter le serment constitutionnel en français et en néerlandais. Dans le discours qu'il prononce, il définit deux objectifs du nouveau règne : davantage d'humanité envers la population congolaise et davantage de justice sociale. Durant les premières années de son règne, Albert Ier se limite strictement à son rôle constitutionnel. Il s'entoure de personnalités de tendance libérale, comme Jules Ingenbleek, son secrétaire, et Harry Jungbluth, le chef de sa maison militaire.
Le roi tente, dès le début de son règne, de rapprocher la monarchie du peuple, notamment en supprimant l'escorte armée qui le séparait de la foule et en autorisant des journalistes à l'accompagner dans ses déplacements. En termes d'image, le couple qu'il forme avec la reine offre une impression de modernité. Leurs personnalités sont contrastées, mais la réserve d'Albert et la spontanéité d'Élisabeth sont complémentaires. Ils partagent la même vision humaniste de la société. Albert sollicite les encouragements de son épouse et lui demande de le seconder : « Tu as tout pour remplir ce rôle-là : cœur, intelligence, tact et grâce. Fais-le ! C'est vraiment du fond du cœur un appel que je t'adresse au nom de l'amour si sincère qui nous unit et qui pourrait trouver des voies nouvelles si fécondes. » À la reine qui s'implique tout particulièrement dans la vie artistique et intellectuelle du royaume, le roi donne une véritable visibilité médiatique.

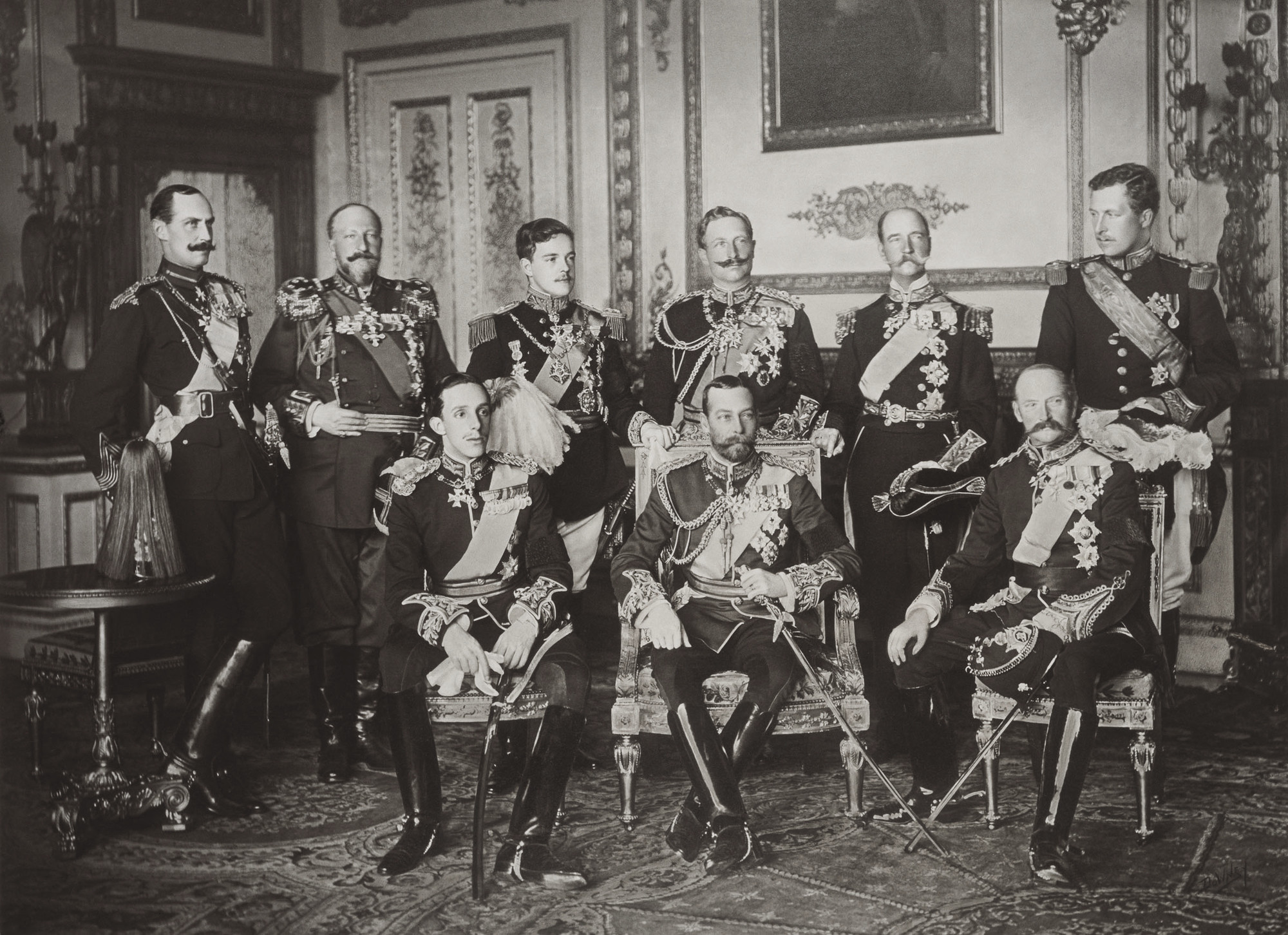
Les neuf souverains à Windsor lors des funérailles du roi Édouard VII le 20 mai 1910 - le roi Albert est debout à l'extrême droite (photographie W. & D. Downey).

Après avoir promptement écarté l'entourage de Léopold II, Albert met fin à la politique des grands travaux menée par son oncle : la question de la « Grande coupure d'Anvers » consistant à redresser un méandre de l'Escaut et la création d'une « école mondiale » à Tervuren sont abandonnées dès le début du nouveau règne. Le roi entend mener sa propre politique et éloigne fermement ceux qui s'y opposent. Sous un vernis de timidité, Albert dissimule une nature volontaire et jalouse de ses prérogatives.
Le 28 avril 1910, le souverain inaugure l'Exposition internationale et universelle de Bruxelles qu'il clôture le 18 octobre. Cette année 1910 est placée sous le signe des relations internationales car en mai, neuf souverains européens, dont le roi Albert, se rendent aux funérailles du roi Édouard VII à Windsor. En octobre, le roi Albert reçoit la première visite officielle d'un chef d'État de son règne : l'empereur allemand Guillaume II et l'impératrice se rendent en Belgique. À cette occasion, les observateurs soulignent la cordialité qui règne de nouveau entre les deux maisons souveraines car les relations avec les Hohenzollern s'étaient quelque peu relâchées à la fin du règne de Léopold II.
Avant la guerre, Albert Ier, chef d'État d'un pays neutre, est parfois appelé pour arbitrer des conflits internationaux, par exemple entre l'Italie et l'Uruguay en 1910 et entre l'Allemagne et Haïti en 1911.
Le 8 novembre 1910, le roi renoue avec la tradition des discours du trône, abandonnée par Léopold II. À cette occasion, le roi à cheval et la famille royale traversent Bruxelles, sous les acclamations de la foule. Sur son parcours, des socialistes distribuent des tracts en faveur du suffrage universel. À son arrivée au Parlement, les députés socialistes crient : « Vive le suffrage universel ! » Le discours du roi porte sur l'encouragement des arts, le développement de l'enseignement, l'octroi de la personnalité civile aux universités libres, les pensions de vieillesse et tout particulièrement celles des anciens travailleurs des charbonnages, ainsi que la réforme des contrats de travail.
Au printemps 1911, le roi et la reine séjournent incognito en Égypte et au Soudan. À leur retour, le pays est en pleine agitation à la suite du dépôt d'un projet de loi sur l'enseignement, surnommée « loi du bon scolaire », par le gouvernement de Frans Schollaert. Ce projet émanant des catholiques vise, aux dires de leurs opposants, à étendre les subventions aux établissements scolaires qu'ils dirigent et ravive dès lors d'anciennes querelles entre catholiques et socialistes en matière d'enseignement. Le roi tente d'abord la modération en consultant le président de la Chambre Gérard Cooreman et les ministres d'État Auguste Beernaert et Charles Woeste. Le 6 juin, il a un entretien assez houleux avec le chef du cabinet Frans Schollaert. Le projet de loi scolaire est abandonné le lendemain. Le 9 juin, le ministère remet sa démission. Le roi tente de confier la conduite d'un nouveau gouvernement à Gérard Cooreman, avant de faire appel à Charles de Broqueville,.

##### Politique coloniale
Selon Marie-Rose Thielemans, depuis qu'il s'y est rendu en 1909, le roi est fasciné par le Congo. Le 30 avril 1910, il inaugure le musée du Congo belge dans le domaine de Tervueren (appelé en 1960, musée royal de l'Afrique centrale et, depuis 2018, AfricaMuseum) après le déménagement des collections du palais des Colonies attenant. Ce musée devient, dès sa création, un centre majeur de recherche sur la faune de l'Afrique. Le roi défend âprement la colonie contre les convoitises étrangères.
Bien que sous contrôle belge depuis 1884, les ressources minières du Katanga, province congolaise particulièrement riche en cuivre, échoyaient aux mains des Anglais, qui pénétraient aisément jusqu'aux gisements à la faveur de leurs chemins de fer performants. Le roi Albert, grâce à l'appui de l'industriel Ernest Solvay, envoie successivement deux missions dont les rapports mettent en évidence le problème des voies de communication. Au départ de l'embouchure du Congo, on ne pouvait atteindre le Katanga qu'en suivant un trajet par voie fluviale et ferroviaire de plus de 3 000 kilomètres requérant six transbordements, ainsi qu'une marche de 350 kilomètres en caravane. Par conséquent, le débouché naturel des exportations katangaises était dirigé vers l'Afrique du Sud au profit des colons anglais. Le roi ne se satisfaisant pas de cette situation exige de son chef de cabinet une explication nette sur l'état exact des concessionnaires de chemin de fer. Grâce au rapport reçu par son ministre, le roi sait désormais à quoi s'en tenir et réussit à déterminer la voie la plus courte (le chemin de fer du Benguela) pour acheminer le minerai de cuivre et donc recueillir des rendements plus favorables à la Belgique.
En 1911, le roi s'oppose à une proposition de la France, qui suggérait à la Belgique de lui donner à bail la rive gauche du Congo sur plusieurs centaines de kilomètres, en échange de la reconnaissance de la souveraineté belge sur le Congo par le Royaume-Uni, allié de la France. En 1912, un syndicat germano-britannique d'études hydrographiques est fondé dans le but de créer un chenal entre Stanley Pool et Matadi. La création de ce chenal revenait à remettre en mains étrangères le passage vers le Congo. Une fois encore, le roi intervient directement afin de sauvegarder les intérêts belges en Afrique : en janvier 1914, pour contre-peser l'influence allemande, la Belgique, qui ne dispose pas des fonds nécessaires, demande habilement à la France d'entrer dans le capital du syndicat germano-britannique.

##### La Belgique en danger
En Europe, la tension internationale belliciste augmentant, les pays commencent à conclure des alliances et à fourbir leurs armes. La comtesse de Flandre, mère du roi, meurt le 26 novembre 1912. L'empereur allemand envoie son fils aîné le Kronprinz pour le représenter lors des funérailles qui ont lieu à Bruxelles quatre jours plus tard. Un témoin rapporte la fâcheuse impression laissée par le représentant allemand : lors de la réception à l'issue du déjeuner donné à Bruxelles, les princes européens conversent amicalement. Seul le Kronprinz se tient à l'écart, la main sur son sabre, ne parlant à personne ; alors que durant l'office funèbre, il ne cessait, en dépit de la proximité du roi, de s'agiter et d'adresser la parole à son voisin le prince Rupprecht de Bavière qui, lui, restait digne. En 1913, le roi Albert se rend en France (en avril) et en Allemagne (en novembre) pour rappeler à ses voisins la neutralité de la Belgique et pour les prévenir que s’ils violaient le territoire belge, le pays se défendrait. À l'empereur allemand qui lui rappelle son ascendance germanique, le roi répond : « Je suis Saxe-Cobourg, je suis aussi Orléans, mais je ne saurais oublier que je suis surtout belge ! »
En août 1913, il impose avec l'aide du chef du cabinet Charles de Broqueville l'autonomie du haut commandement de l'armée et, en novembre, le service militaire obligatoire pour tous par extension d'une loi signée par son prédécesseur Léopold II sur son lit de mort en 1909 et qui prévoyait le service militaire d'un fils par famille. Cette mesure porte le contingent de l’armée de 180 000 à 340 000 hommes. La même année, une grève générale est déclenchée en vue d'obtenir le suffrage universel. À cette occasion, une partie de la presse socialiste appelle le roi à intervenir en faveur de leur lutte (par exemple en dissolvant les chambres), mais le souverain n'agit pas.

#### Première Guerre mondiale

##### Prémices

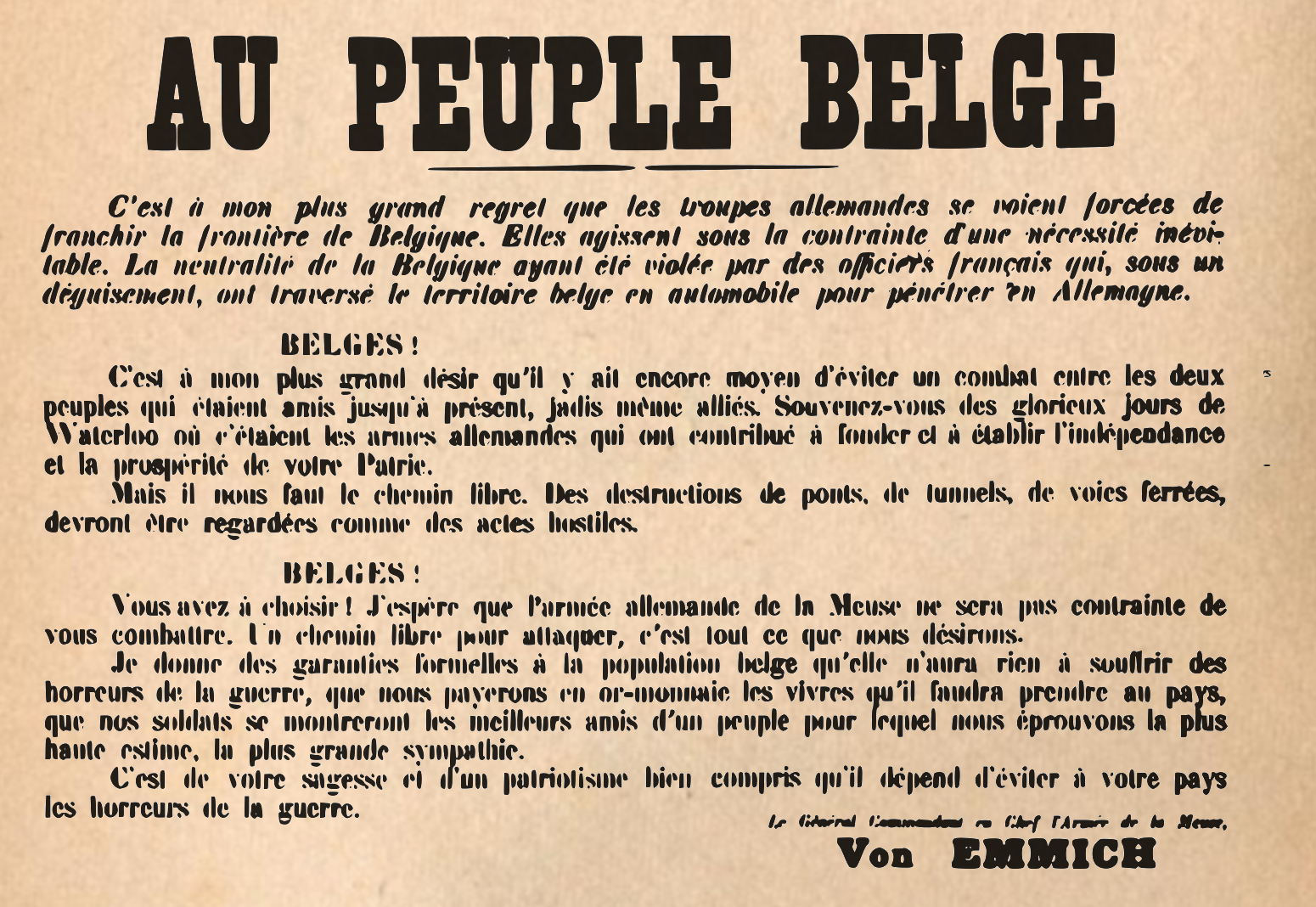
Ultimatum allemand adressé le 3 août 1914 par Otto von Emmich.

Le 31 juillet 1914, en fin d'après-midi, trois jours après la déclaration de guerre de l'Autriche-Hongrie à la Serbie, Albert Ier réclame devant le Conseil des ministres la mobilisation générale immédiate de l'armée, qu'il obtient grâce au soutien de Prosper Poullet, chef de cabinet, et du ministre Paul Segers.
Le soir du 1er août 1914, aidé dans sa rédaction par la reine, Albert tente une ultime démarche et adresse une missive en allemand à Guillaume II : « Votre Majesté et cher cousin, la guerre qui menace d'éclater entre deux puissances voisines me plonge dans de graves réflexions […] les relations de parenté et d'amitié qui unissent étroitement nos deux familles m'ont incliné à t'écrire et à te prier aussi, dans ces heures graves, de me donner, ainsi qu'à mon pays, la garantie que notre neutralité sera respectée. »
Le 2 août, le Reich adresse un ultimatum à la Belgique, pays pourtant neutre à l'instar du Grand-duché de Luxembourg voisin : l’empereur allemand Guillaume II réclame le libre passage de ses troupes, faute de quoi la Belgique serait considérée comme ennemie. Devant le Conseil des ministres, le roi déclare que l'ultimatum est inacceptable et qu'il faut se défendre. La décision de refuser l'ultimatum est prise conjointement par le roi et Charles de Broqueville. Le Conseil de la Couronne se réunit peu après. Les discussions sont animées et plusieurs options sont envisagées par les ministres : laisser passer les Allemands, protester pour la forme ou résister. Finalement, dans l'indignation générale et suivant les arguments du ministre d'État Jules Van den Heuvel, tous se rallient à l'avis du roi : résister à l'Allemagne et faire appel aux puissances garantes de la neutralité de la Belgique dès que les frontières seront violées,,.
En même temps, dès les premiers jours d'août, le Congo belge est mis en état de se défendre par des transferts de fonds, par la mise en alerte de la Force publique africaine et par l'organisation de communications maritimes indépendantes de la Belgique permettant de maintenir des relations économiques entre le domaine colonial belge et le reste du monde, quelle que soit l'évolution de la guerre en Belgique. C'est le secrétaire général du ministère des colonies Pierre Orts qui, de Bruxelles, gère autoritairement la politique de défense de la Belgique en Afrique, fort du soutien du roi.

##### Violation de la neutralité belge

Schéma montrant l'idée d'ensemble du plan Schlieffen de 1905 (différent de celui appliqué en 1914) : sont indiqués les axes d'offensive des armées, ainsi que les différentes fortifications allemandes (en rouge), belges et françaises (en bleu).

Le 4 août 1914, à 8 heures du matin, les Allemands pénètrent dans le territoire belge. Conformément au plan Schlieffen, l'armée allemande viole la neutralité belge. La nouvelle n'est pas encore connue quand, à 10 heures, le roi, vêtu d'une tenue de général de campagne, traverse Bruxelles à cheval au milieu d'une foule enthousiaste et vient prononcer un discours devant le Parlement : « Un pays qui se défend s'impose au respect de tous, ce pays ne périt pas. J'ai foi en nos destinées. » Il est acclamé par l'ensemble des députés,. Alors que le prince héritier Rupprecht de Bavière, beau-frère du roi, est le commandant en chef des troupes allemandes en Lorraine, la résistance de la Belgique et particulièrement de son roi à l'envahisseur surprend une grande partie de l'Europe, notamment parce que les souverains belges, membres de la maison de Saxe-Cobourg et Gotha et alliés aux maisons de Wittelsbach, de Habsbourg-Lorraine et de Hohenzollern, étaient toujours considérés comme des « princes allemands ».
Après son discours devant les chambres, le roi rejoint immédiatement le grand quartier-général et prend le commandement effectif de l'armée. L'armée belge résiste à l'attaque allemande, notamment lors de combats menés par les troupes de campagne devant les forts de Liège. L'armée belge retient ainsi 150 000 soldats ennemis, privant de la sorte le haut commandement allemand de troupes pour mener pleinement son offensive contre la France. Après avoir dû abandonner les forts de Liège et remporté une victoire à la bataille de Haelen, l'armée belge se retire à la fin août dans la place forte d'Anvers, réputée une des plus efficaces d'Europe grâce à ses trois ceintures concentriques de forteresses. Au cours de trois sorties, les troupes de campagne s'appuyant sur les forts parviennent à tenir l'armée allemande en respect.
Sous l'indignation internationale, l'armée allemande, tout au long de sa progression, sème la terreur parmi la population belge : des massacres d'hommes, de femmes et d'enfants sont perpétrés sous le prétexte d'attaques de francs-tireurs. La ville de Dinant est mise à sac lors de violences préméditées contre les civils. Les troupes allemandes incendient des maisons et exécutent des civils dans tout l’est et le centre de la Belgique, y compris à Aarschot (156 morts), Andenne (211 morts), Seilles (383 morts) et à Dinant (674 morts). Les 21, 22 et 23 août 1914, lors du massacre de Tamines, l’armée allemande tue, à coups de baïonnettes, de gourdins et de haches, 613 habitants, avant de se livrer à un pillage intensif de la ville. Le 25 août 1914, l’armée allemande ravage la ville de Louvain et met le feu à sa bibliothèque universitaire riche de 230 000 livres, 800 incunables et 950 manuscrits, tandis que 248 habitants sont tués. Ces actions sont fermement condamnées dans le monde entier.
Pour les protéger, le roi envoie ses enfants en Grande-Bretagne. Ils embarquent avec la reine le 31 août pour Douvres et sont mis à l'abri chez Lord George Curzon. Une semaine plus tard, Élisabeth revient auprès du roi. Tout au long de la guerre, elle jouera le rôle d'intermédiaire entre son mari et les autorités britanniques lorsqu'elle rendra visite à ses enfants restés Outre-Manche. Pour échapper à l'encerclement, les renforts promis par le Royaume-Uni n'arrivant pas, le roi Albert ordonne la retraite. Certains auteurs, dont Marie-Rose Thielemans, avancent qu'à cette occasion le roi avait envisagé de capituler. Henri Haag affirme le contraire, en se basant sur une riche documentation. Après avoir dû évacuer Anvers le 10 octobre, l’armée belge se retranche finalement derrière l’Yser, le 15 octobre 1914. Elle y résistera quatre années aux côtés des Britanniques et des Français jusqu'à l'offensive victorieuse qui libérera la Belgique en 1918.

##### Chef des armées

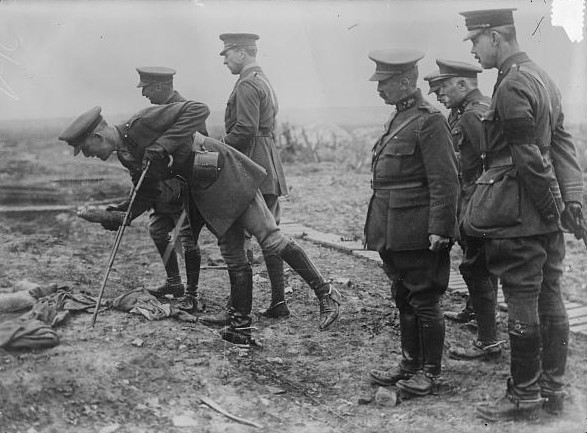
sur un champ de bataille.

Pendant toute la guerre, le roi refuse de suivre le gouvernement belge, qui s'est réfugié en France à Sainte-Adresse, dans la banlieue du Havre, et il reste à la tête de l’armée pour la diriger. Il établit son quartier-général à La Panne, où la reine le rejoint. Il visite fréquemment le front. En tant que commandant en chef de l'armée, il estime pouvoir la diriger sous sa seule responsabilité, c'est-à-dire sans contreseing ministériel, en vertu de l'article 68 de la Constitution qui dispose : « Le roi commande les forces de terre et de mer, déclare la guerre, fait les traités de paix, d'alliance et de commerce, ». Le général de Selliers de Moranville est écarté et son poste de chef d'état-major est supprimé. Charles de Broqueville n'est pas du même avis et juge qu'en tant que ministre de la Guerre, il est responsable devant le pays des actes posés par le roi, en vertu de l'article 64 (« Aucun acte du roi ne peut avoir d'effet, s'il n'est contresigné par un ministre, qui, par cela seul, s'en rend responsable »). Cette différence d'interprétation cause de fréquentes dissensions entre le chef du cabinet et l'état-major, voire le roi lui-même. Progressivement un modus vivendi s'établit : le roi prend les décisions militaires en se passant du contreseing ministériel, mais il consulte son ministre.

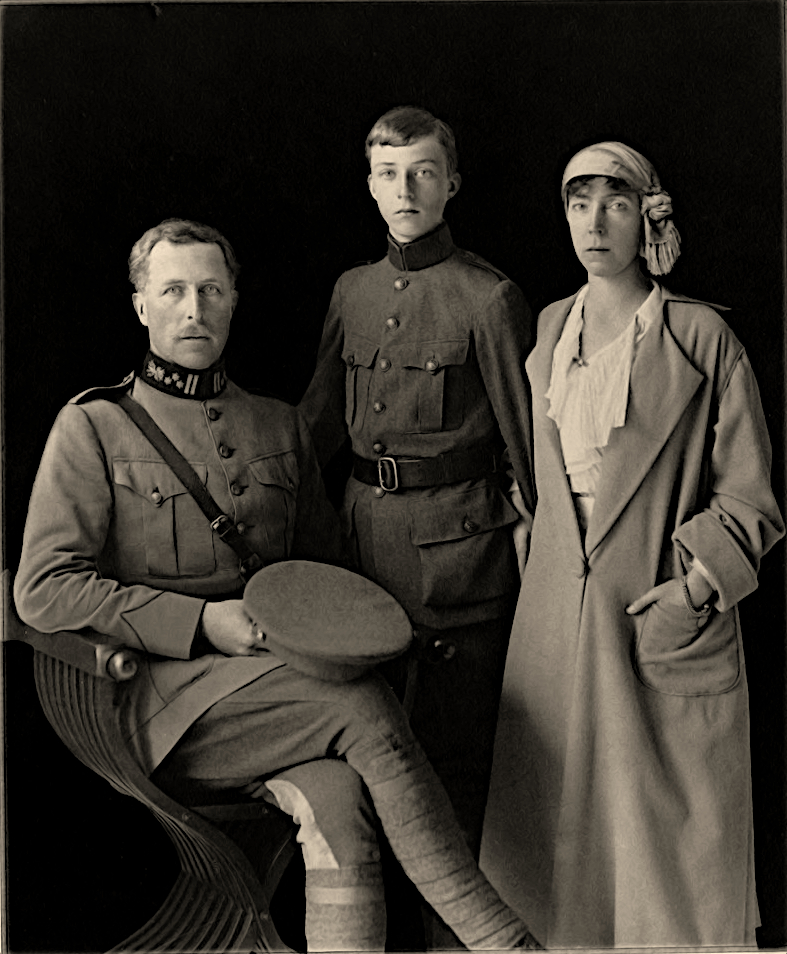
Le roi Albert, le prince Léopold et la reine Élisabeth durant la Première Guerre mondiale.

Durant tout le conflit, le roi défend un statut particulier pour la Belgique vis-à-vis des Alliés : selon lui, elle n'était pas un Allié en tant que tel, mais un État neutre secouru par ses garants à la suite de l'agression allemande, conformément à ce qui était prescrit par le traité des XXIV articles. Cependant, la Belgique se devait d'être fidèle aux alliés britannique et français, qui lui avaient porté secours en tant que garants et, à ce titre, de rester liée à eux jusqu'à la libération de son territoire, à l'exclusion d'une paix séparée. C'est ainsi que, dès 1914, en application de cette solidarité, le roi décide d'envoyer des troupes du Congo belge pour appuyer les Français en lutte contre les Allemands au Togo. En 1915 et 1916, agissant en toute indépendance dans l'Ouest de l'Afrique orientale allemande, les troupes coloniales belges remportent les victoires de Tabora et de Mahenge, tandis que les Britanniques s'emparent du Nord et de l'Est.
En avril 1915, le roi Albert autorise son fils le prince Léopold, âgé de treize ans, à s'engager au 12e régiment de ligne, où il sert comme caporal durant six mois. Cette implication directe de l'héritier du trône en qualité de simple soldat et le rôle d'infirmière que joue durant les quatre années du conflit la reine auprès des blessés de guerre hospitalisés dans l'ambulance de l'Océan à La Panne contribuent à sceller un lien fort entre la population belge et la dynastie.
De bonne heure, le roi se montre partisan de l'élargissement du gouvernement à des membres de l'opposition libérale et socialiste. Charles de Broqueville accepte finalement l'entrée le 18 janvier 1916 des ministres d'État de l'opposition dans son gouvernement. Mécontents, deux ministres catholiques, Joris Helleputte et Armand Hubert, remettent leur démission au roi, qui la refuse. La même année, les Allemands, qui occupent les neuf dixièmes de la Belgique et y imposent un gouverneur, décrètent la scission administrative entre la Flandre et la Wallonie. En 1917, le Conseil de Flandre instauré par l'occupant proclame la déchéance du roi Albert, suivant les arguments juridiques autrefois avancés par Alfons Jonckx à propos de la prétendue illégalité de son accession au trône.
Le 11 juillet 1917, des frontistes adressent au roi une lettre ouverte réclamant une réforme linguistique au sein de l'armée. En effet, la langue du commandement était exclusivement le français. Le roi, pourtant convaincu de la nécessité du bilinguisme dans les divers secteurs de la société, n'y donne cependant pas suite, car il estime que cette réforme est impossible à mener en temps de guerre.

##### Vers la paix

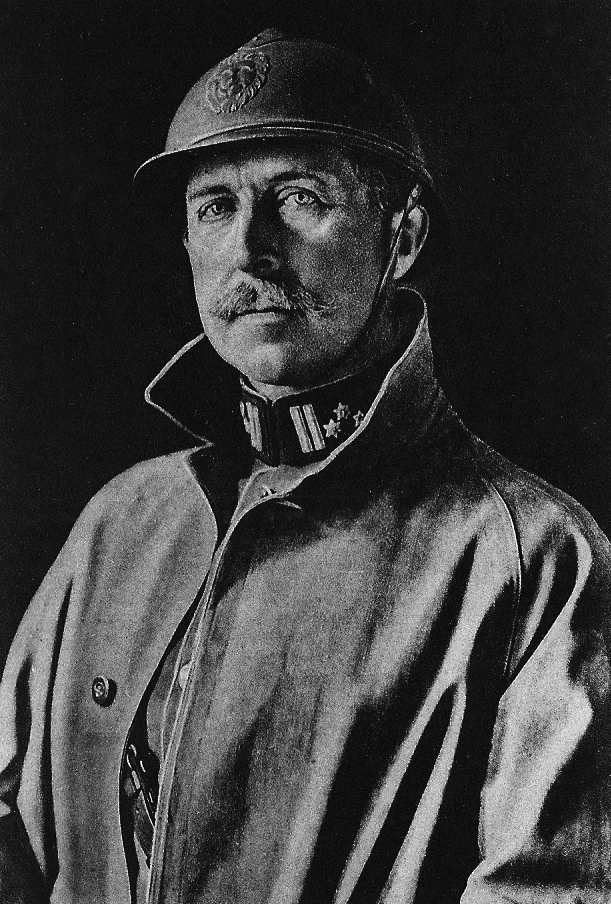
Le roi en septembre 1917 par Richard N. Speaight.

Jusqu'à la fin de 1918, le roi ne croyait pas certaine la victoire alliée car l'échec des grandes offensives assorties de leurs hécatombes inutiles montraient, pensait-il, que la guerre ne pourrait être gagnée sur le terrain,. Déjà, en 1915-1916, il contacte secrètement son beau-frère le comte Hans Veit zu Toerring-Jettenbach, pour connaître les intentions de l'Allemagne. Des tentatives sont également entreprises par l'entremise du prince Sixte de Bourbon-Parme et de son frère François-Xavier de Bourbon-Parme, cousins germains de la reine et frères de l'impératrice d'Autriche, qui combattent tous deux dans l'armée belge mais qui ont de la famille dans le camp des empires centraux.
Marie-Rose Thielemans voit dans ces tractations des négociations secrètes de paix. Cependant, aux yeux d'Henri Haag, ces contacts n'ont d'autre objectif que d'évaluer les conditions nécessaires à une paix de réconciliation générale, sans que la Belgique ne prenne aucun engagement, si ce n'est celui d'exiger la reconquête de son indépendance et l'indemnisation des pertes considérables humaines et matérielles que l'invasion allemande avait causées.
Le 7 février 1916, le roi reçoit à La Panne Lord George Curzon, membre du cabinet de guerre britannique, et sir Douglas Haig, commandant en chef des forces britanniques en France. Tous deux proposent un plan pour reconquérir la Belgique : l'armée belge devrait être solidement encadrée par l'armée britannique avant une offensive de choc pour briser la ligne allemande par le pilonnage de la côte belge par la Royal Navy qui permettrait de foncer à travers la Belgique. Le roi Albert, qui espérait convaincre la Grande-Bretagne qu'une paix de compromis valait mieux qu'une longue guerre même victorieuse, s'oppose radicalement à ce plan.
En 1916, Alphonse XIII d'Espagne demande à Albert Ier une audience pour son ambassadeur le marquis de Villalobar. Celui-ci avait reçu du chancelier allemand Bethmann Hollweg une proposition de paix séparée entre l'Allemagne et la Belgique : les troupes allemandes évacueraient la Belgique, lui rendraient son indépendance et l'Allemagne l'indemniserait pour les dommages subis. Le roi refuse, en accord avec son gouvernement, de recevoir le diplomate espagnol, par loyauté envers les Alliés et parce qu'il croit qu'une paix séparée est irréalisable pratiquement,. Durant la guerre, des socialistes des deux camps ennemis, voulant raviver la camaraderie de l'Internationale, avaient établi des contacts à Stockholm, mais sans suite. Le négociateur belge était Camille Huysmans.
Le 31 mai 1918, Charles de Broqueville remet la démission de son cabinet, probablement en raison du mécontentement du roi auquel il a rappelé que le commandement de l'armée est une prérogative gouvernementale et requiert par conséquent le contreseing ministériel. Début octobre 1918, de Broqueville reçoit pourtant un message du roi lui témoignant sa reconnaissance pour les services rendus. Albert Ier charge Gérard Cooreman de former un nouveau cabinet. Celui-ci accepte par devoir patriotique et précise qu'il remettra sa démission dès la fin des hostilités. Contrairement à son prédécesseur, il laisse le roi conduire seul les affaires militaires.
Jusqu'en 1918, le roi refuse de rejoindre le commandement unique interallié et de participer aux grandes offensives meurtrières de la Somme, de Verdun et de Passchendaele. Ce choix permet de limiter le taux de mortalité dans l'armée belge à 1 sur 50, bien différent, par exemple, de celui de 1 sur 6 dans l'armée française. En septembre 1918, lorsqu'il est enfin convaincu de la victoire finale des Alliés à la suite de leur offensive victorieuse, il accepte, sur l'avis de son conseiller constitutionnel et diplomatique Pierre Orts, le commandement unique interallié et ordonne en septembre 1918 d'engager l'offensive contre l'armée allemande dans les Flandres. Après la victoire de la forêt d'Houthulst et au bout de deux mois de combats qui ont repoussé l'ennemi jusqu'à Gand, l'armée belge et le roi entrent dans cette ville, où leur parvient la nouvelle que l'Allemagne vient de signer l'armistice de Compiègne. Le bilan des victimes humaines belges militaires et civiles s'élève entre 75 000 et 130 000, dont 36 000 à 46 000 tués.

#### Entrevue de Lophem

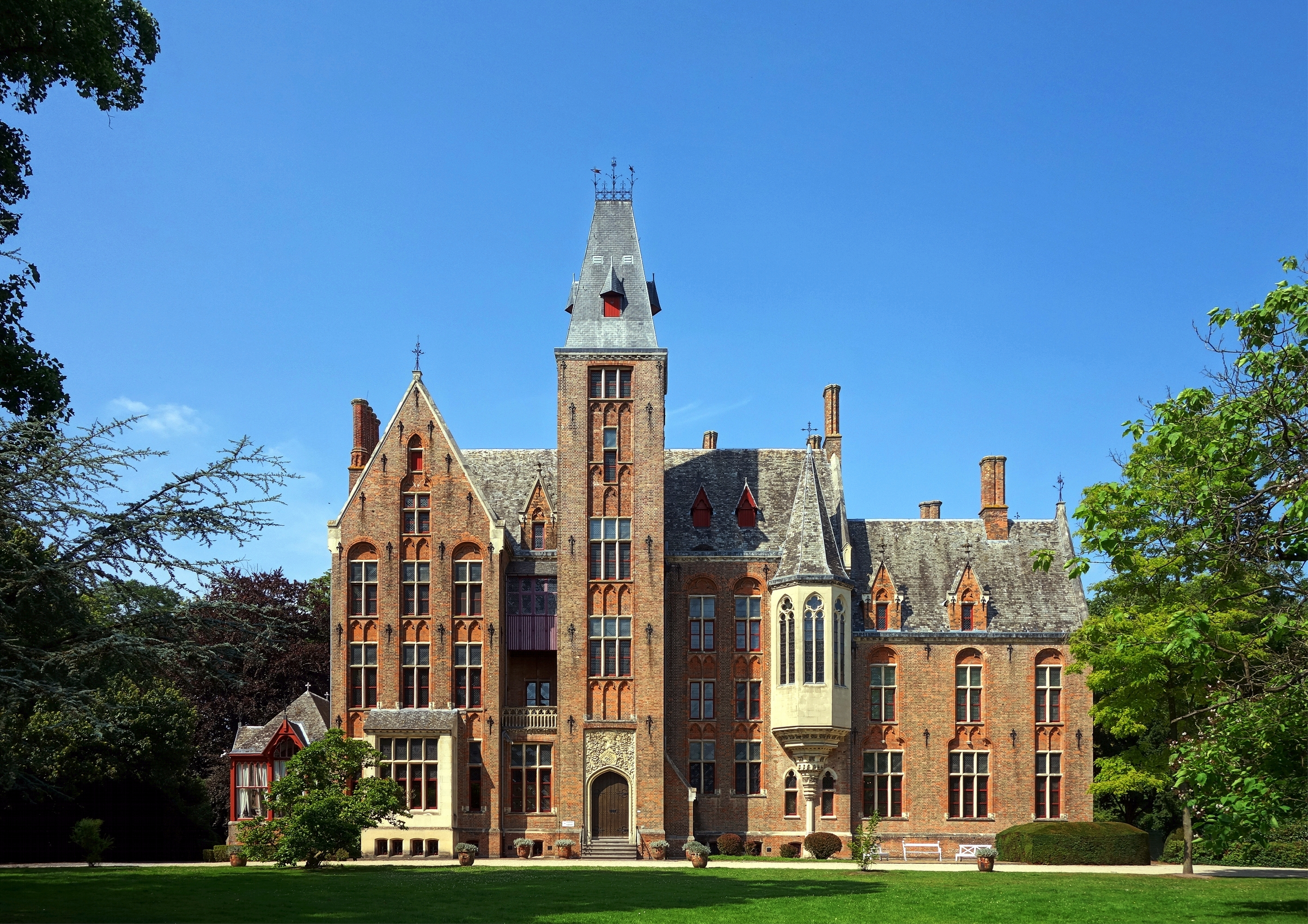
Le château de Lophem en 2013.

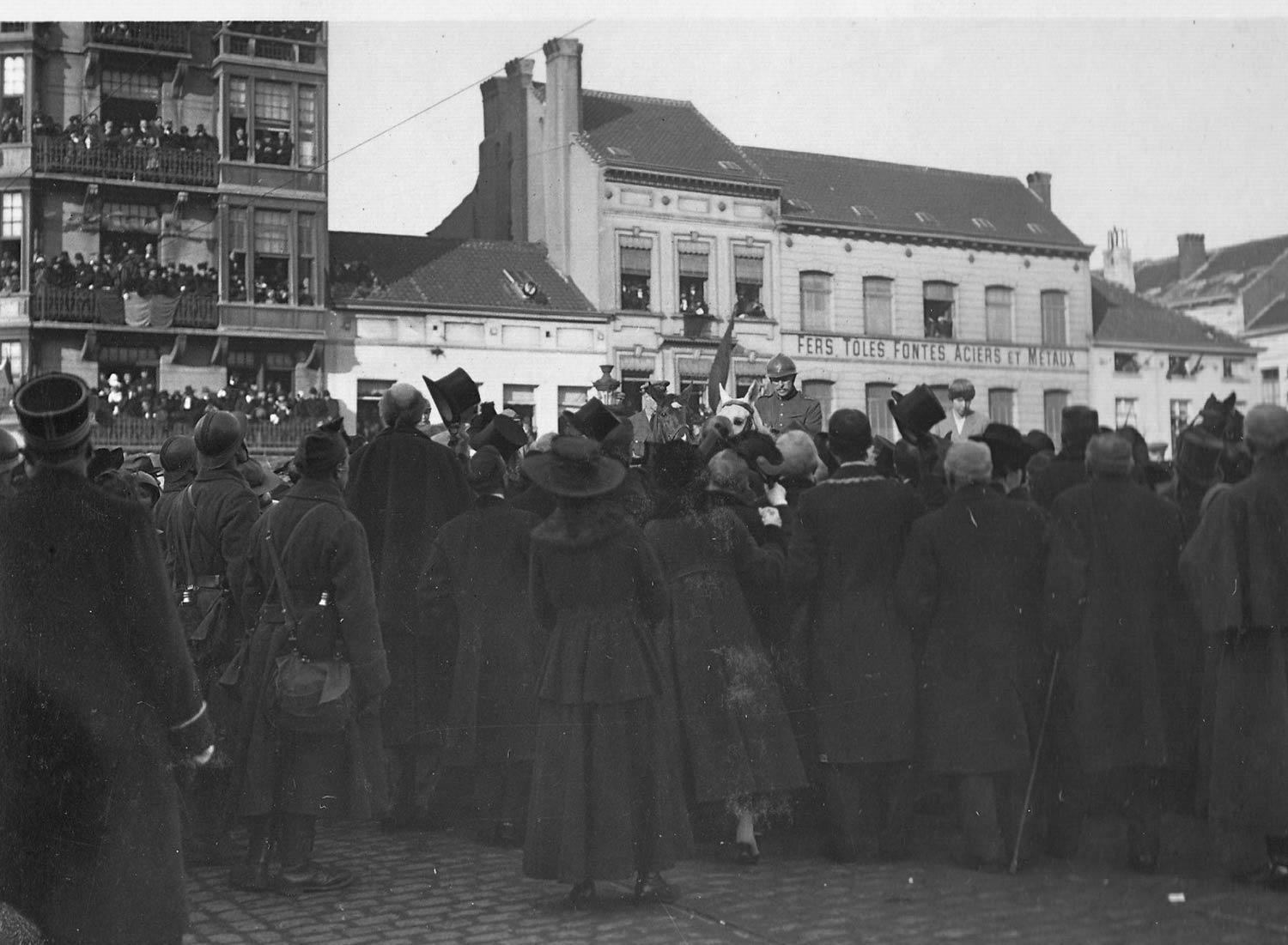
Retour du roi Albert à Bruxelles (Porte de Flandre, le 22 novembre 1918).

Le soir du 11 novembre 1918, le roi reçoit au château de Lophem où il s'est installé depuis le 24 octobre chez les barons van Caloen, Gérard Cooreman, chef de cabinet, Paul-Émile Janson, député libéral de Bruxelles, et Édouard Anseele, député socialiste de Gand. Après le départ de Janson et d'Anseele, le roi demande à Cooreman de convoquer le surlendemain des hommes politiques et des personnalités influentes restés au pays pendant la guerre. Ces personnalités appartiennent presque toutes à la gauche. À la suite de ces consultations, le roi propose, probablement à la suite d'une suggestion d'Émile Francqui, de confier à Léon Delacroix, un catholique inconnu du grand public, bâtonnier de l'ordre des avocats, la mission de constituer un gouvernement d'union nationale pour un mandat d'un an renouvelable. Tous les conseillers se rallient à cette proposition.
Après quarante-huit heures de réflexion, Léon Delacroix accepte sa mission. En faveur du chef de ce nouveau gouvernement, un nouveau titre est également créé : Delacroix devient le premier Premier ministre de Belgique, puisque jusqu'ici, on utilisait le terme « chef de cabinet ». Charles de Broqueville reçoit le portefeuille de l'Intérieur, à la demande expresse du roi. Ce gouvernement entre en fonctions le 21 novembre 1918. Il reçoit pour mission de reconstruire le pays, de réformer la constitution (instauration du suffrage universel pur et simple à vingt et un ans) et d'établir un enseignement supérieur en néerlandais. Le roi était en effet un partisan du suffrage universel pur et simple avant même le conflit.
Le 22 novembre 1918, la famille royale rentre à Bruxelles, où elle est accueillie par une foule enthousiaste. Le roi se rend au Palais de la nation et annonce, dans son discours du trône, que son gouvernement fera adopter le suffrage universel, créera une université flamande, autorisera les coalitions d'ouvriers et étendra les lois sociales. Dans son discours, le roi insiste notamment sur l'hygiène sociale, la lutte contre l'alcoolisme et la nécessité d'une répartition plus équitable des richesses.
Conformément à ce qui avait été annoncé dans le discours royal, le parlement vote le 10 avril 1919 à l'unanimité une « loi de circonstance » octroyant pour les élections suivantes le droit de vote dans les conditions du suffrage universel masculin pur et simple pour les citoyens belges âgés de 21 ans révolus. Les élections législatives suivantes ont lieu le 16 novembre 1919. Cependant, un respect strict de la constitution aurait exigé que ces élections se fassent au suffrage plural et que la nouvelle assemblée élue révise la constitution afin d'octroyer le suffrage universel. C'est cet événement que les catholiques conservateurs ont appelé « le coup de Lophem ». En revanche, la création d'une université flamande à Gand est retardée jusqu'en 1930,.
Le « coup de Lophem » est dénoncé dans la presse conservatrice, surtout catholique, mais aussi libérale, en 1921 et en 1930, à la suite de révélations sur les consultations de 1918. C'est le caractère inconstitutionnel de l'octroi du suffrage universel et la création de l'université flamande à Gand qui furent principalement critiqués et attribués à la peur de troubles. Le 11 février 1930, le roi écrit une lettre publique au Premier ministre Henri Jaspar pour mettre fin à cette polémique. Il y affirme notamment que ce n'est ni un chantage, ni la peur de troubles qui ont motivé les décisions prises à Lophem. C'est donc animé par ses convictions profondes au sujet de la participation des représentants de la classe des travailleurs au gouvernement qu'il a apporté son chaleureux appui aux mesures décidées, sans céder à quelque pression que ce soit. Par ailleurs, le retard dans la création de l'université flamande aliène au roi les extrémistes flamands, qui lui reprochent d'avoir promis ce qu'il ne pouvait octroyer.

#### Union nationale de l'après-guerre

Les cantons de l'Est : Malmedy (vert), Eupen (jaune au nord) et Saint-Vith (jaune au sud).

Après la guerre, le roi Albert intervient plus fréquemment dans la politique. Son prestige acquis pendant le conflit et l'évolution des mentalités lui épargnent d'être accusé d'exercer un pouvoir personnel, contrairement à son prédécesseur. Il consacre également une partie de ses efforts à favoriser la reconstruction et le redressement économique du pays par de multiples initiatives et interventions dans les domaines économique et social.
Après les élections de novembre 1919, les premières tenues au suffrage universel, Léon Delacroix remet sa démission au roi, qui lui demande de former un nouveau gouvernement d'union nationale, à l'instar du précédent.
À l'issue de la Première Guerre mondiale, la Belgique est représentée en 1919 à la Conférence de la paix de Paris par Paul Hymans, Émile Vandervelde et Jules Van den Heuvel. À court d'arguments lors des négociations avec les grandes puissances, Paul Hymans, ministre des Affaires étrangères, fait appel au roi en avril. Celui-ci s'apprête à partir pour Londres, mais il décide de se rendre à Paris sans délai quand il reçoit le message de son ministre. Du 2 au 5 avril, il séjourne dans la capitale française. Le roi réclame des indemnités de guerre et la révision du traité des XXIV articles concernant le statut de l'Escaut. Il ne semble pas avoir demandé la possession du Limbourg néerlandais, ni celle du grand-duché de Luxembourg, ni même les villes d'Eupen et de Malmedy,.
La conférence de Paris accorde à la Belgique les cantons de l'Est, région frontalière détachée de l'Allemagne, la tutelle sur le Ruanda-Urundi, soustrait à l'empire colonial allemand (accords Orts-Milner), ainsi qu'une indemnité prioritaire de deux milliards et demi de marks. Le roi tente aussi, mais en vain, de s'opposer à la politique d'humiliation excessive de l'Allemagne. Il se montre réticent quant à la participation de la Belgique à l'occupation de la rive gauche du Rhin. Celle-ci a cependant lieu, de concert avec les Français. Par ailleurs, le roi refuse que la diplomatie belge instrumentalise les atrocités allemandes d'août 1914, car il estime qu'il ne faut pas accabler l'Allemagne, avec laquelle il serait judicieux de reprendre des relations économiques.

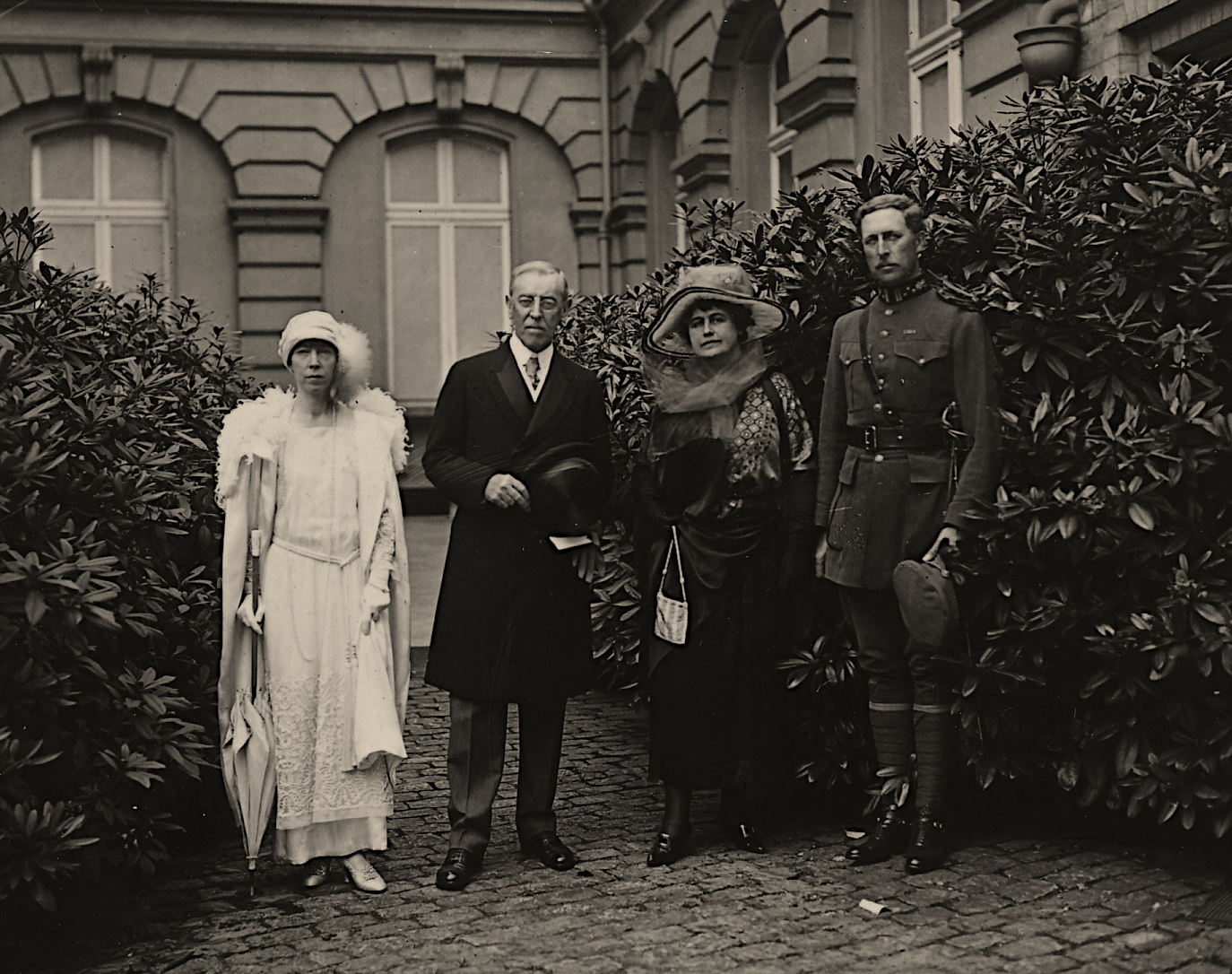
La reine Élisabeth, Woodrow Wilson, son épouse Edith Wilson et le roi, lors de la visite du couple présidentiel américain en Belgique le 19 juin 1919.

Pour la première fois de l'Histoire, un président américain, Woodrow Wilson, se rend en Belgique en juin 1919. En retour, du 23 septembre au 13 novembre 1919, le roi, la reine et le prince Léopold sont reçus en visite officielle aux États-Unis. À la demande du roi Albert, la légation américaine présente en Belgique depuis 1832 est promue au rang d'ambassade en reconnaissance des services rendus durant la guerre. Le secrétaire de légation Brand Whitlock qui a œuvré durant tout le conflit en faveur de la Belgique est désormais élevé au rang d'ambassadeur. Lors d'une visite dans le pueblo indien d'Isleta au Nouveau-Mexique, le roi décore de l'ordre de Léopold le père Anton Docher, qui lui offre une croix d'argent et de turquoise faite par les Indiens Tiwas. Au cours des nombreuses réceptions dans différentes villes (Pittsburgh, Saint-Louis, Cincinnati, Philadelphie, Los Angeles…), l'accueil réservé aux souverains belges est triomphal.

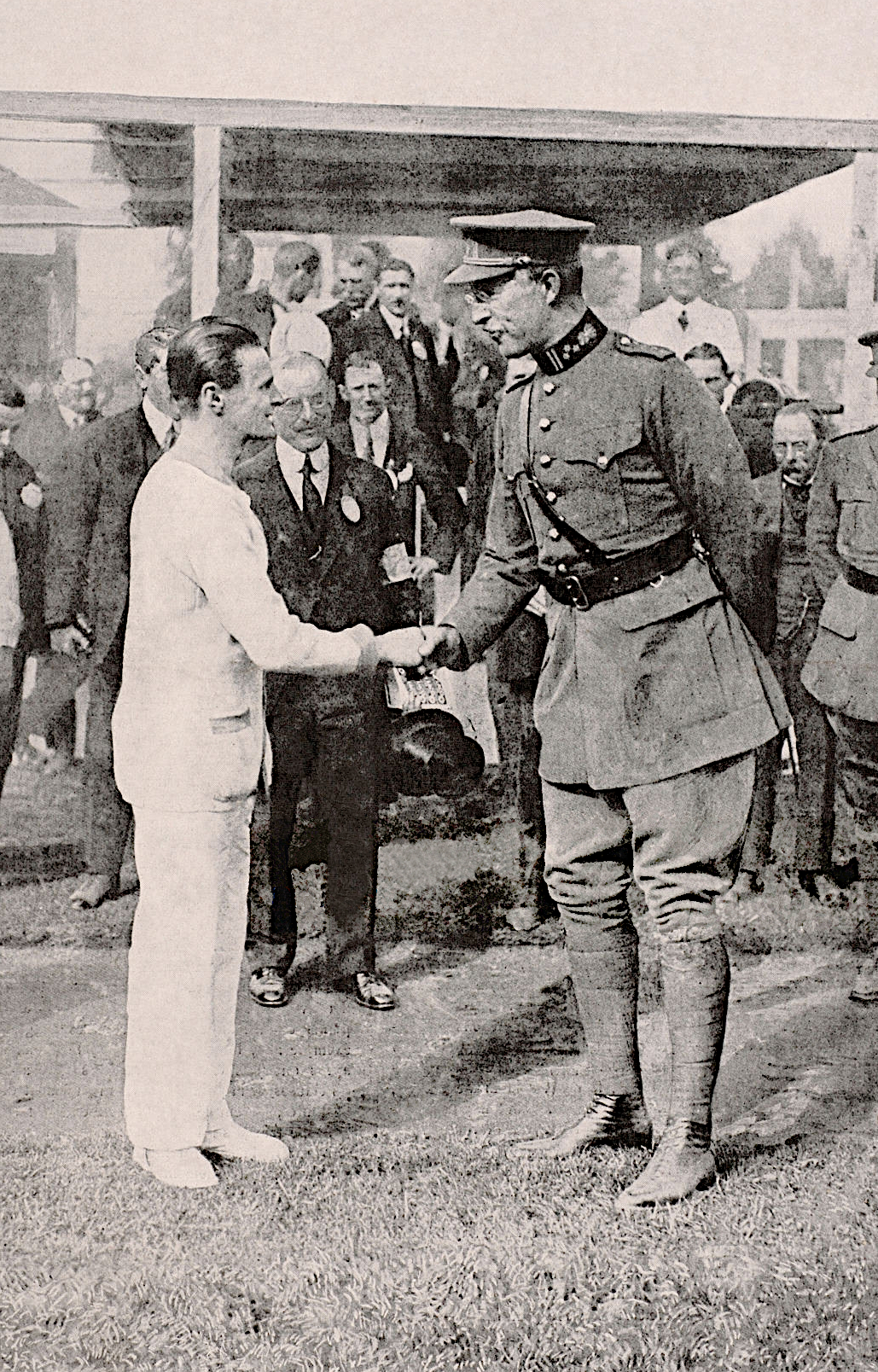
Le Français Joseph Guillemot, champion olympique du 5000 mètres, félicité par le roi en août 1920.

En septembre 1920, la Belgique conclut un accord militaire avec la France. Il s'agit d'un pacte de défense collective contre une éventuelle attaque allemande dans l'avenir. Le roi juge cependant que cet accord doit être complété par un traité similaire avec le Royaume-Uni, faute de quoi le royaume paraîtrait inféodé à la France. L'accueil réservé à ce pacte divise la population belge : les Wallons étant plutôt favorables à une consolidation des liens avec la France ; tandis que les Flamands le perçoivent comme une majoration de l'influence française en Belgique. Le roi tente donc entre 1920 et 1922 d'obtenir un accord militaire avec le Royaume-Uni, sans succès.
C'est également en août 1920 que le roi Albert Ier fonde l'Académie royale de langue et littérature françaises et assiste à plusieurs épreuves des Jeux olympiques qui se tiennent à Anvers avant de se rendre en visite officielle au Brésil, pays qui avait envoyé une petite flottille dans les mers septentrionales, ainsi que des vivres et des médicaments durant la Première Guerre mondiale. Au Brésil, alors que le roi et la reine souhaitent surtout rencontrer les industriels et les urbanistes qui s'inquiètent du développement des favelas, les souverains sont accablés de cérémonies officielles et de galas. Ils poursuivent leur périple en visitant un institut de médecine tropicale, un jardin botanique, une plantation de café et d'autres lieux plus conformes à leurs centres d'intérêts.
Fin octobre 1920, au retour de son voyage au Brésil, Albert reçoit la démission du cabinet Delacroix. Le roi demande à Paul Segers de constituer un gouvernement, mais celui-ci refuse. Albert Ier choisit alors Henry Carton de Wiart. C'est sous le gouvernement de ce dernier que le souverain soutient le ministre du Travail Joseph Wauters quand il fait voter l'élargissement de la loi des huit heures le 14 juin 1921. Cette loi qui s'appliquait déjà par convention sectorielle dans la sidérurgie et les mines en novembre 1918, limite aussi désormais le temps de travail à huit heures par jour et quarante-huit heures par semaine dans toutes les branches d'activité du secteur secondaire, ainsi que dans le secteur public, sans que les salaires soient diminués.

#### Temps des crises
Après la démission de Henry Carton de Wiart à la suite des élections de novembre 1921, le roi choisit Georges Theunis, ministre des finances du gouvernement démissionnaire et représentant la Belgique lors de la Conférence de la paix de Paris de 1919, comme Premier ministre, sur les conseils de Charles Woeste. En cette même année 1921, en juin, le roi et la reine se rendent en Algérie et au Maroc. Ils reviennent en Europe en avion par la ligne Casablanca-Toulouse sur un vol jugé risqué organisé par le maréchal Lyautey, auquel le couple royal venait de rendre visite à Rabat.
En 1923, le gouvernement décide de participer à l'occupation de la Ruhr, contre l'avis du souverain. La Belgique et la France sont fustigées internationalement pour leur politique agressive. En raison de l'occupation de la Ruhr, le roi intervient en faveur de la prolongation du service militaire en écrivant une lettre, qui sera rendue publique, à son ministre de la Défense, Albert Devèze, pour soutenir la proposition de ce dernier.
En mars 1924, Theunis remet sa démission au roi, à la suite du rejet par le Parlement d'un traité de commerce franco-belge. Le roi la refusant, Theunis reste donc Premier ministre après un remaniement de la composition de son cabinet. Le roi promet à Theunis de dissoudre les chambres et de convoquer des élections dès février 1925. Après ces élections, Theunis démissionne une seconde fois. Le roi charge Émile Vandervelde de former un gouvernement. Celui-ci tente de rassembler les socialistes et les plus progressistes parmi les libéraux et les catholiques, mais il échoue. Le roi rappelle Charles de Broqueville, qui abandonne lui aussi la mission après quelques jours. Albert Ier désigne ensuite Aloys Van de Vyvere, qui constitue un gouvernement catholique homogène, renversé par le Parlement dix jours après sa constitution. Le souverain fait finalement appel à Prosper Poullet, qui réussit à former un gouvernement catholique-socialiste.

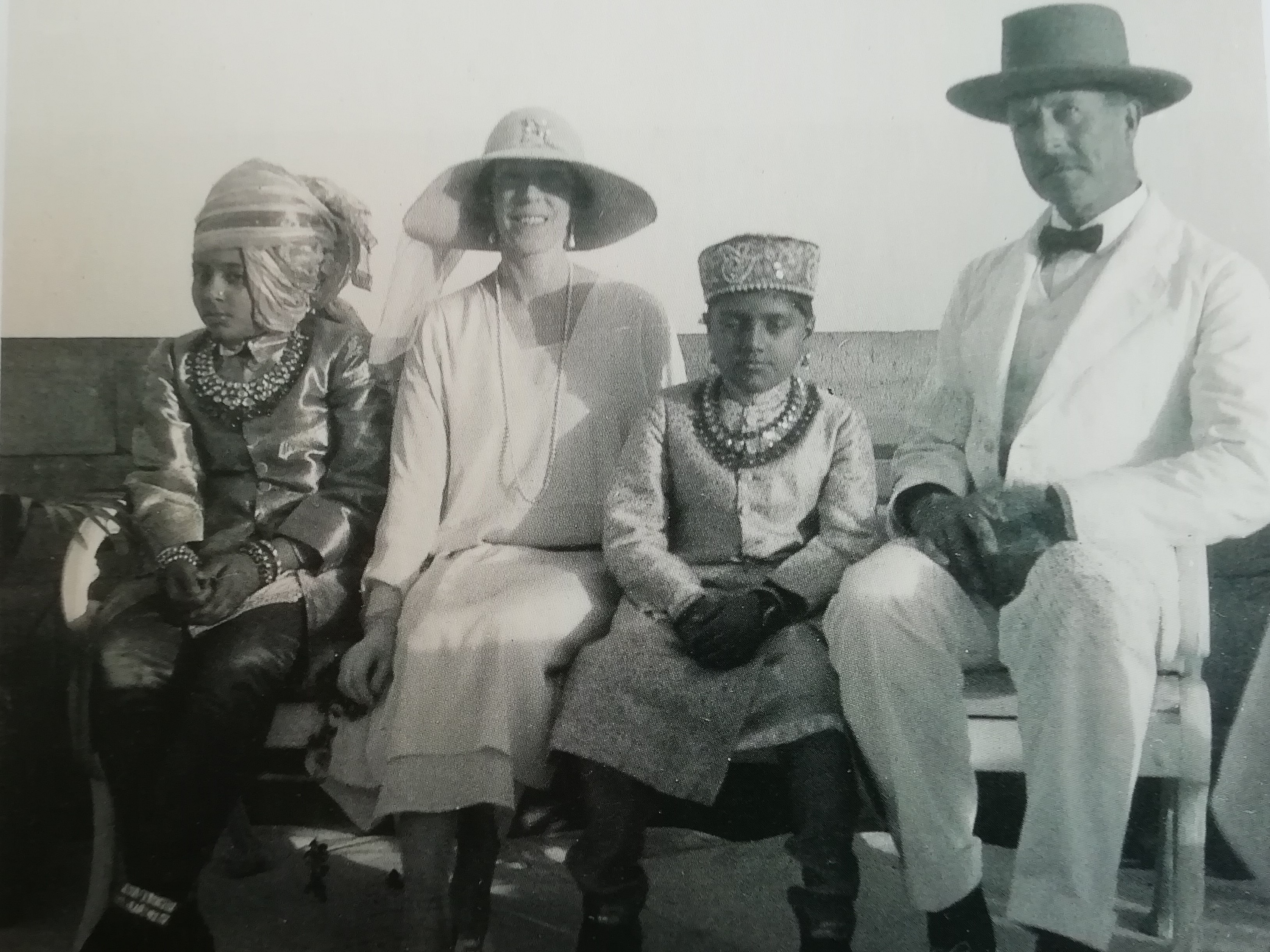
Le roi Albert et la reine Élisabeth aux Indes (1925).

Le jour de ses noces d'argent, le 2 octobre 1925, le couple royal séjourne depuis plusieurs semaines aux Indes car le roi a offert ce voyage à Élisabeth, ravie de rencontrer le poète Rabindranath Tagore et de découvrir les beautés de sites tels Bombay ou Calcutta, d'où ils adressent une amicale carte postale à Rudyard Kipling. À leur retour, cent mille Belges les acclament pour célébrer leur anniversaire de mariage, tandis que la presse publie de nombreux suppléments illustrés dédiés au jubilé royal.
Au début de mai 1926, le gouvernement Poullet présente sa démission. Le roi demande à Émile Brunet de constituer un gouvernement, mais celui-ci échoue. La crise économique est particulièrement sévère et le cours du franc belge chute. Le roi convoque au palais de Bruxelles Émile Vandervelde, Paul Hymans et Aloys Van de Vyvere et les convainc de soutenir un gouvernement d'union nationale, dont il confie la direction à Henri Jaspar, afin de rassurer l'opinion conservatrice. Le 20 mai 1926, peu après la constitution du gouvernement Jaspar, le roi lui adresse une lettre publique dans laquelle il exprime tous ses vœux de succès et appelle la population à s'unir autour du gouvernement. Cette lettre, suivie de la réaction unanimement positive de la presse, exerce une influence sur l'opinion publique et assure la légitimité du nouveau gouvernement,.
Sur le plan privé, le 4 novembre 1926, le fils aîné du roi, Léopold, épouse la princesse Astrid de Suède. Quelques mois plus tard, en juillet 1927, le montant de la liste civile est ajusté. En effet, la constitution (article 77) prévoyait que ce montant soit fixé au début de chaque règne. Or la valeur du franc belge avait été divisée par sept depuis 1909. Les députés décident à l'unanimité de l'augmenter sans s'astreindre à une révision constitutionnelle. Le roi accepte que la liste civile soit multipliée, mais seulement par trois : elle s'élève dès lors à 9 500 000 francs.
Le 8 octobre 1927, lors d'un discours prononcé à Tribomont (Grand-Rechain), Émile Vandervelde, ministre socialiste des Affaires étrangères, réclame la réduction du service militaire à six mois, politique à laquelle il sait que le roi et Jaspar sont totalement opposés. Le 11 octobre 1927, le souverain devient grand-père pour la première fois, lors de la naissance de Joséphine-Charlotte, premier enfant du duc de Brabant et de la princesse Astrid. En réponse aux délégations du Parlement venues le féliciter, le roi prononce un discours, contredisant sciemment les vœux de Vandervelde, en faveur du renforcement de l'armée. Les propos du roi provoquent le départ des socialistes du gouvernement dirigé par Jaspar. Le 21 novembre 1927, le roi charge de nouveau Jaspar, homme de consensus entre conservateurs et démocrates chrétiens, de constituer, sans les socialistes, un cabinet bipartite catholique-libéral, mis en place dès le lendemain. La célérité de la formation du nouveau gouvernement laisse présumer que tout avait été réglé à l'avance. C'est le roi qui établit lui-même le programme du nouveau gouvernement.

#### Visites royales au Congo

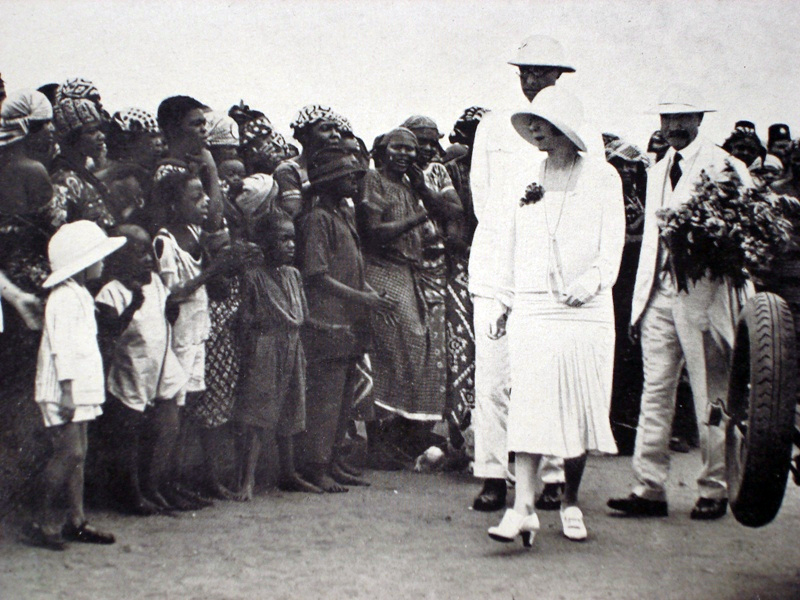
Le roi Albert et la reine Élisabeth au camp militaire de Léopoldville au Congo (1928).

Du 5 juin 1928 au 31 août 1928, le couple royal visite le Congo belge. C'est la première fois qu'un souverain belge se rend officiellement dans la colonie. Le roi assiste à l'inauguration du chemin de fer reliant le Bas-Congo au Katanga. À Léopoldville, il inaugure une statue équestre de Léopold II, réplique de celle qui se dresse sur la place du trône à Bruxelles. Lors de son retour à Anvers, il déclare : « Travailler au sort des populations indigènes, c'est travailler à la prospérité de la Colonie. Toutes les nations colonisatrices contractent d'imprescriptibles devoirs vis-à-vis des collectivités humaines sur les territoires desquelles elles s'installent. »
Du 23 mars 1932 au 25 avril 1932, le roi se rend une dernière fois dans la colonie, mais dans le cadre d'une visite privée à caractère plus scientifique que la précédente, en compagnie du paléontologue Victor Van Straelen. Albert effectue une partie du voyage en hydravion par le nord-est pour visiter la région de l'Uele et les mines d'or de Kilo-Moto en Ituri. Il rencontre aussi l'herpétologue Gaston-François de Witte, qui s'apprête à mener une mission de récoltes et d'observations. Le roi escalade le Mont Mikeno dans la région du parc national qui, depuis sa création en 1925, porte le nom « Parc Albert », avant de devenir en 1969 le parc national des Virunga. Après son inspection sur le terrain, le roi demande au gouverneur général du Congo de désigner une personnalité de grande envergure pour occuper les fonctions de conservateur du parc. Le choix se porte sur le colonel Henri-Martin Hackars, qui devient garant de la conservation de la faune et de la flore de la colonie belge. Le roi est satisfait par cette dernière visite, grâce à laquelle se concrétisera, à la fin de l'année 1934, la création de l'Institut des parcs nationaux du Congo belge.

#### Années 1930

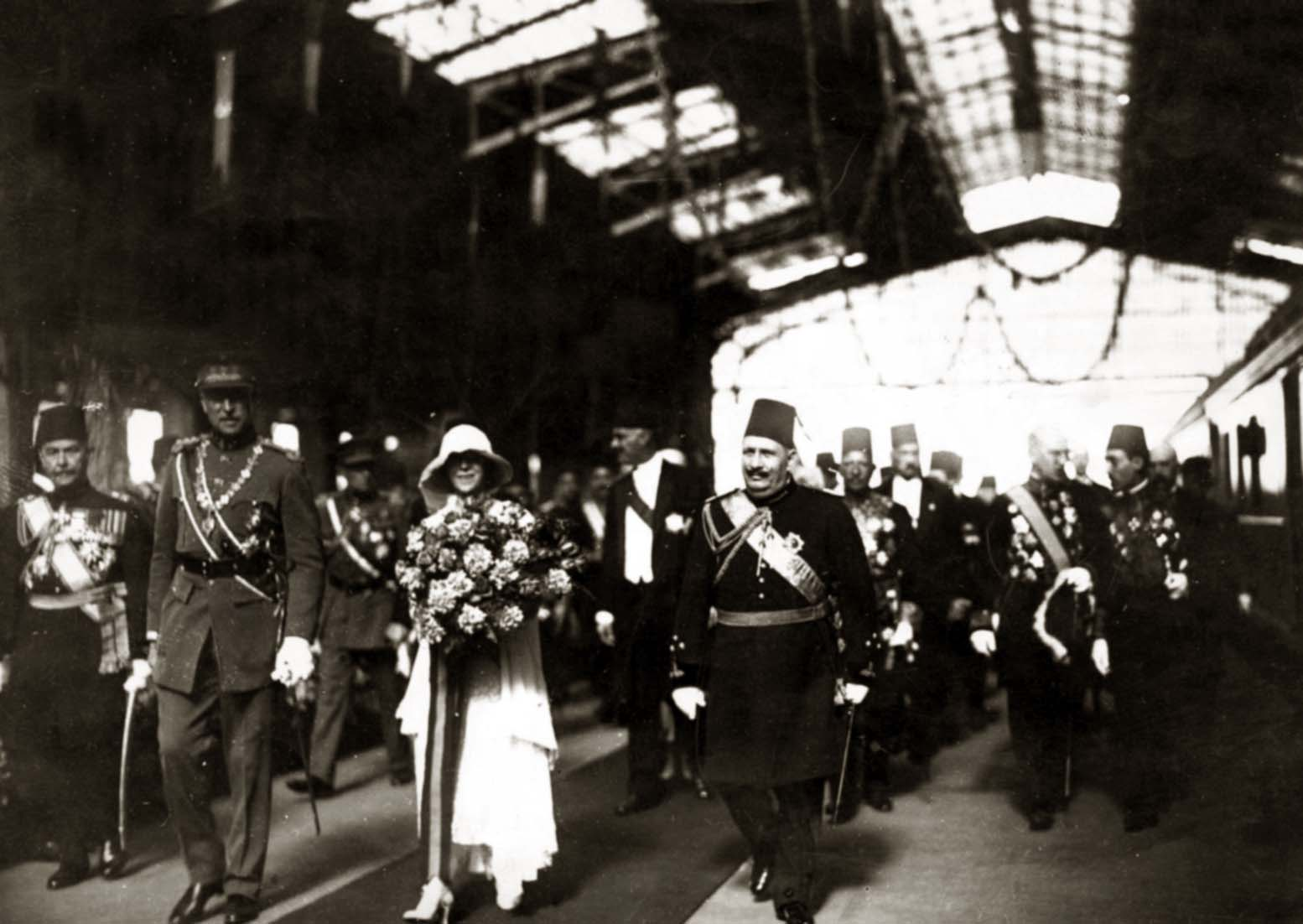
Le roi Albert, la reine Élisabeth et le roi Fouad Ier en Égypte (1930).

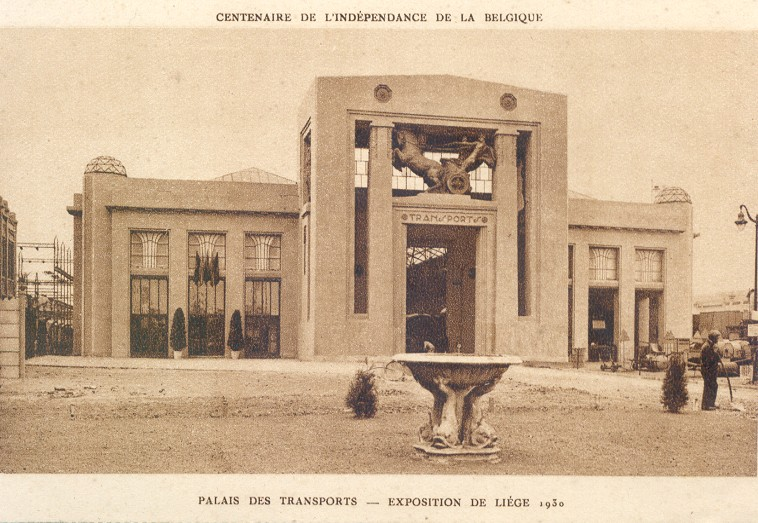
Exposition internationale de 1930 (Liège) : Palais des transports.

Au début de 1930, la polémique à propos de l'entrevue de Lophem renaît dans la presse à la suite de nouvelles révélations. Le roi doit écrire une lettre publique le 11 février pour y mettre fin. En 1930, le roi participe aux nombreuses festivités organisées à l'occasion du centenaire de la Belgique. La même année, il visite l'Égypte et l'Irak (en mars), se rend à l'Exposition internationale d'Anvers et à celle de Liège et inaugure dans la Cité Ardente les débuts des travaux du canal Albert, qui reliera les ports de Liège et d'Anvers. Sur le plan dynastique, la famille royale se renforce par la naissance d'un héritier masculin à la seconde génération. Le 7 septembre 1930, le roi devient grand-père d'un petit-fils — dont il est le parrain —, qu'il demande de prénommer Baudouin en hommage à son défunt frère.
À partir de 1930, la situation internationale se dégradant, le roi use de son influence sur la politique extérieure de la Belgique (laquelle avait perdu son statut de neutralité protégée après le traité de Versailles en 1919) pour éviter qu'elle soit entraînée dans un conflit au nom de la défense d'un autre État.
Jaspar remet sa démission au roi en 1931, à la suite de son échec dans le dossier du bilinguisme dans l'enseignement. Le roi fait appel à Prosper Poullet, qui décline l'offre, malgré l'insistance du souverain. Celui-ci s'adresse alors à Jules Renkin, qui œuvre depuis des années pour un regroupement de tous les catholiques y compris flamingants et démocrates chrétiens. Cette conception pragmatique vise avant tout à contrer la domination des socialistes.
Le 20 juin 1932, tandis que se tient la conférence de Lausanne, censée régler la question des réparations de guerre dues par l'Allemagne, le roi écrit à son Premier ministre une lettre, rendue publique, dans laquelle, constatant qu'aucun pays n'étant capable par le jeu de ses propres forces de détourner en sa faveur le cours de l'évolution économique, il estime que seule une action concertée peut porter remède aux problèmes mondiaux. Il appelle donc à la solidarité internationale. Cette vision, favorablement perçue par la presse étrangère, porte les germes d'une nouvelle dynamique européenne.
Vers septembre 1932, il apparaît que les libéraux, coalisés avec les catholiques, souhaitent la dissolution des Chambres avant le vote d'une série de mesures économiques impopulaires. Le roi est du même avis et tente de convaincre son Premier ministre Jules Renkin en lui écrivant plusieurs lettres à ce sujet. Celui-ci maintient sa position. En octobre 1932, après les élections communales, les libéraux réclament à nouveau avec force au Parlement la dissolution. Le souverain adresse à Renkin une lettre déclarant qu'il a perdu sa confiance. Cette missive provoque la démission du Premier ministre, qui ne révèle cependant pas aux membres du gouvernement la raison de son retrait,.
Le roi rappelle au pouvoir Charles de Broqueville, qui obtient du souverain la dissolution du parlement. Le soutien public du roi au gouvernement de Broqueville est décisif. Un événement mineur peut en effet suffire à mettre le gouvernement en minorité au parlement. C'est ainsi que la nomination du bourgmestre d'Hastière contestée par la majorité du groupe libéral parvient à menacer le maintien du gouvernement. Le roi refuse cependant l'offre de démission du cabinet ministériel. Le souverain écrit le 15 février 1933 une lettre conciliatrice au gouvernement, estimant que ce dernier n'a pas de raison suffisante pour démissionner et que le pays ne comprendrait pas que le sort d'un gouvernement puisse être lié à la validation d'une élection dans un village. Les ministres demeurent donc en place et la Chambre leur accorde sa confiance.
Le roi intervient encore dans les affaires publiques sur la question du sort des fonctionnaires qui ont collaboré avec l'occupant allemand. Ce sujet divise le pays et atteint son point culminant le 31 décembre 1933 lorsque des anciens combattants manifestent à Bruxelles pour faire connaître leur indignation. Albert Ier reçoit une de leurs délégations. Le 3 janvier 1934, le roi propose par écrit à Charles de Broqueville de confier ce problème à une commission de trois hauts magistrats, indépendants de l'administration, mandatés pour étudier les dossiers des agents soupçonnés d'avoir collaboré avec l'ennemi. Cette initiative royale est approuvée à l'unanimité par le gouvernement le lendemain. Après la publication de la lettre du roi qui a évité une crise gouvernementale, les esprits se calment,.
En septembre 1933, le chef de cabinet du roi, Louis Wodon, fait parvenir, probablement avec l'assentiment du roi, à certains ministres un document dans lequel il donne une interprétation autoritaire de la constitution. Ce texte souligne que le serment royal jurant de maintenir l'intégrité du territoire est supérieur à toute autre considération. Wodon estime que le système parlementaire n'est plus conforme au droit public et dénonce l'hégémonie de groupes parlementaires trop intrusifs dans les affaires regardant l'exécutif et dont les interventions engendrent des débats parlementaires interminables. Cette vision, favorable à la pré-éminence du roi, permettrait au monarque de mettre fin aux débats parlementaires pour autant que le parlement siège depuis au moins quarante jours, mais elle ne sera pas concrétisée.

#### Mort accidentelle

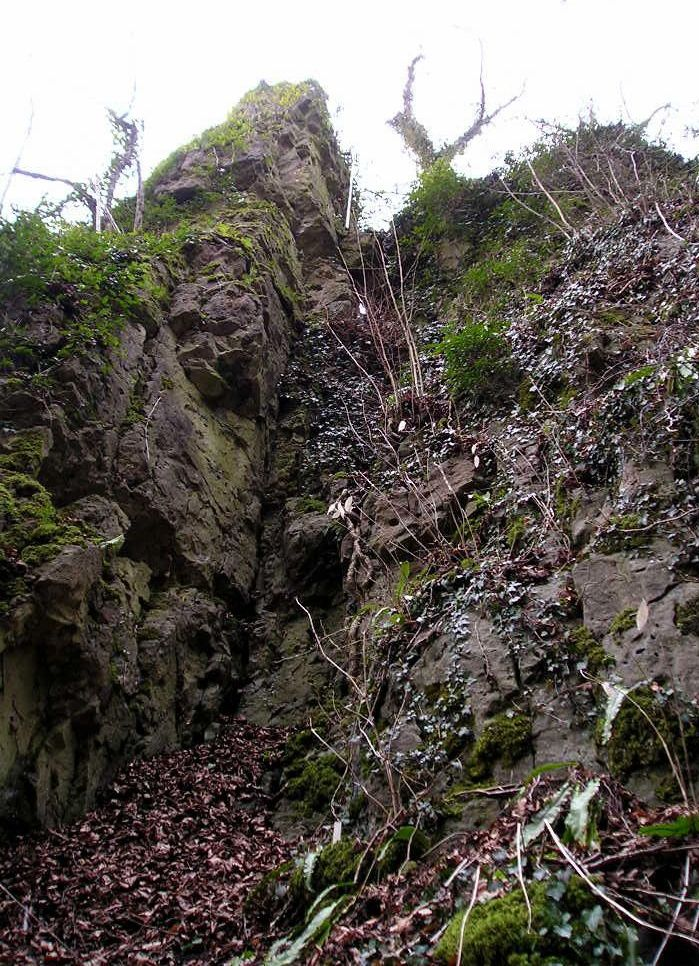
Le lieu de la chute du roi à Marche-les-Dames : la hauteur de la plateforme au sol est de huit mètres.

L'année 1934 s'annonce difficile tant du point de vue intérieur qu'extérieur. Le roi apparaît souvent désabusé ; pour se distraire, il effectue, lorsque son agenda le lui permet, des randonnées en montagne. En prévision de ses futures ascensions dans les Alpes ou les Dolomites, il s'entraîne sur les falaises belges. Le 17 février 1934, à 58 ans, Albert parvient à consacrer, entre les audiences du matin et la cérémonie sportive qui aura lieu le soir à Bruxelles, quelques heures à une escalade sur les rochers de Marche-les-Dames, dans la vallée de la Meuse, près de Namur. Il quitte le palais vers midi accompagné de son seul valet Théophile Van Dyck et prend le volant de sa Ford vers le Namurois. Parvenu à Boninne, il laisse sa voiture dans une prairie, demandant à Van Dyck de l'attendre. Une heure plus tard, le roi est de retour et annonce qu'il va effectuer une seconde ascension. Vers 17 heures, Van Dyck s'inquiète de ne pas le voir revenir car il sait que le roi est attendu le soir à Bruxelles. Albert ne reviendra jamais. Le lendemain, vers une heure et demie du matin, on retrouve son corps.
Ses funérailles nationales ont lieu le 22 février à Bruxelles, au milieu d'une assistance d'environ deux millions de personnes. Aux côtés de ses fils et de son gendre Humbert, on reconnaît Albert Lebrun, président de la République française, Édouard, prince de Galles (futur roi Édouard VIII et duc de Windsor), le roi de Bulgarie Boris III, le prince Nicolas de Roumanie, le prince Axel de Danemark, le prince Charles de Suède, le prince Paul de Yougoslavie, le prince Cyrille de Bulgarie, le prince-consort Henri des Pays-Bas, le prince-consort Félix de Luxembourg, et d'autres membres du Gotha, mais aussi des milliers d'anciens combattants. Il est inhumé auprès de ses ancêtres dans la crypte royale de l'église Notre-Dame de Laeken.

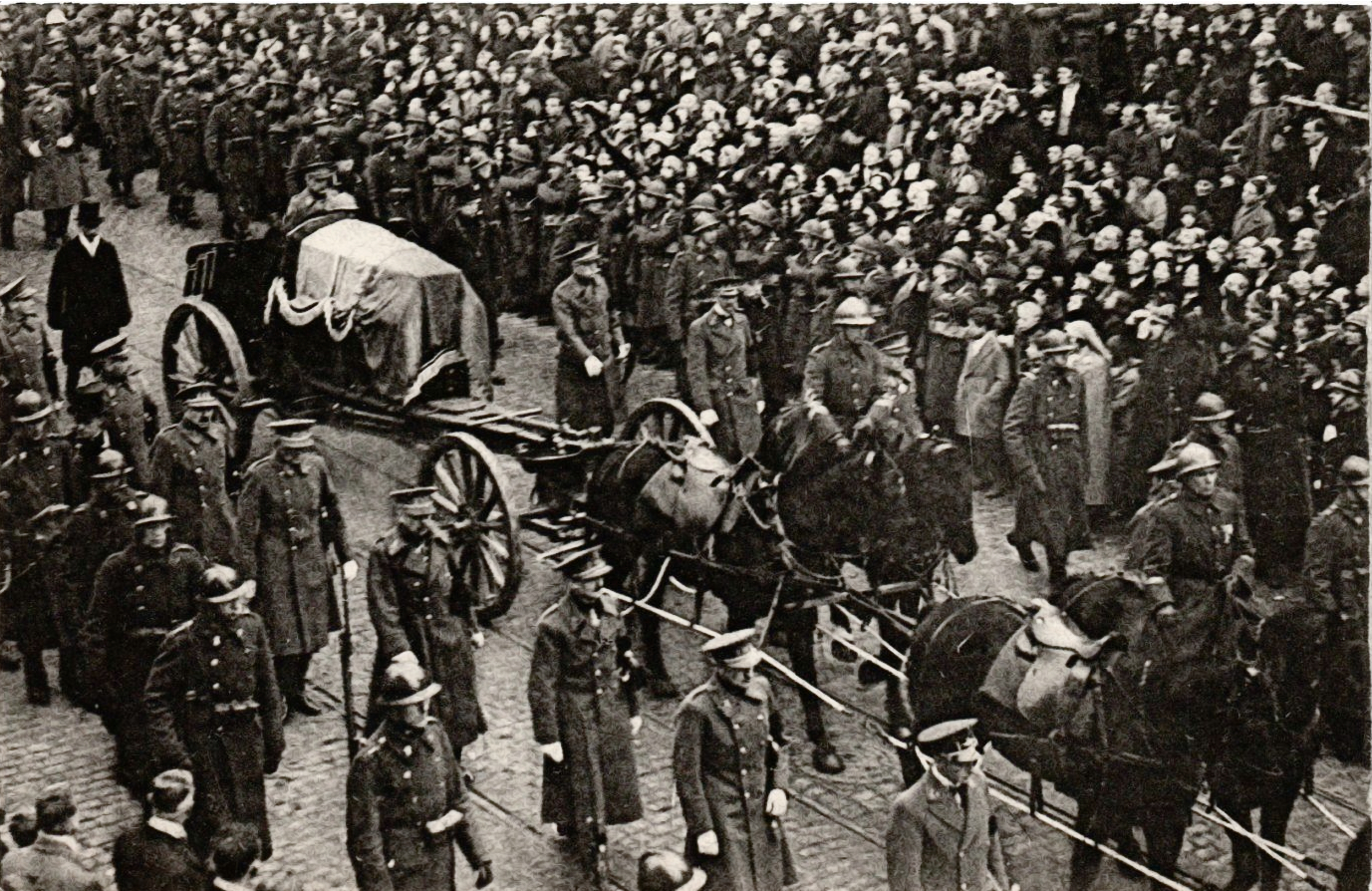
Les funérailles du roi Albert, le 22 février 1934. Le cercueil du roi soldat est posé sur un affût de canon.

Le 6 mars 1934, Charles de Broqueville prononce un discours de politique internationale qu'il avait préparé avec Albert Ier juste avant sa mort. Dans ce discours, il déclare que face à la menace du réarmement allemand, il faut choisir entre la guerre préventive ou la limitation généralisée des armements et qu'il vaut mieux négocier avec l'Allemagne, plutôt que de subir une nouvelle course aux armements.
En mai 1934, la diplomatie et l'opinion belges sont scandalisées par les propos du militant d'extrême droite britannique Hutchison, qui prétend que le roi ne serait pas mort accidentellement mais aurait été assassiné en raison de son opposition à une éventuelle guerre contre l'Allemagne.
Quant à la reine Élisabeth, elle est, selon les mots de son fils, « frappée à mort ». Elle se réfugie dans le bungalow de bois du parc de Laeken, ne reçoit aucune visite, ne se montre plus en public et abandonne le violon. Son fils Léopold III qui succède à son père forme avec la reine Astrid un couple très populaire. Cependant, un an et demi après la mort du roi Albert, la reine Astrid meurt dans un accident de voiture en Suisse. De Naples où elle séjournait depuis plusieurs mois, la reine Élisabeth revient immédiatement à Laeken. Léopold confie : « Elle ne revint à la vie que lorsque je fus moi-même touché par le sort. […] Ma mère est venue à moi disant qu'elle allait se remettre à vivre : elle se sentait à nouveau nécessaire ».

### Alpinisme
Albert Ier, d'un tempérament sportif, manifeste tout au long de sa vie une vive passion pour l'alpinisme. Dès son enfance, il lit déjà l'Alpine Journal que reçoit son père le prince Philippe de Belgique, comte de Flandre. C'est l'ingénieur Charles Lefébure qui lui fait découvrir ce sport d'endurance lors d'une conférence sur l'alpinisme en 1902,. Pour se familiariser avec cette discipline, Albert Ier commence à effectuer de nombreuses randonnées en montagne dans les Dolomites. De 1905 à la Première Guerre mondiale, il se rend chaque été dans les massifs du Valais et des Dolomites et enchaîne les ascensions avec ses guides et Charles Lefébure. À l'occasion, il n'hésite pas, en compagnie de ses guides, à ouvrir de nouveaux itinéraires d'un niveau de difficulté élevé et dans la plus grande discrétion. La princesse Élisabeth et plus tard ses enfants l'accompagnent parfois. Après guerre, il s'oriente de 1919 à 1921 vers le massif du Mont-Blanc et puis retourne dans les Dolomites. À partir de 1924, il privilégie des ascensions sans le concours de guides. Dans les années 1930, il s'entraîne sur les nouveaux itinéraires d'escalade tracés sur les rochers belges, la plupart du temps avec son fils Léopold III qu'il initie à la pratique de la varappe. Le 29 août 1930, il inaugure le nouveau refuge du glacier du Tour, le refuge Albert-Ier, offert par le Club alpin belge au Club alpin français. Albert Ier a également laissé son nom au refuge Re Alberto dans les Dolomites, à l'aiguille Torre Re Alberto (2 827 m) dans les Alpes centrales et à la pointe Albert (2 816 m) dans le massif du Mont-Blanc. Il était membre du Groupe de haute montagne (GHM).

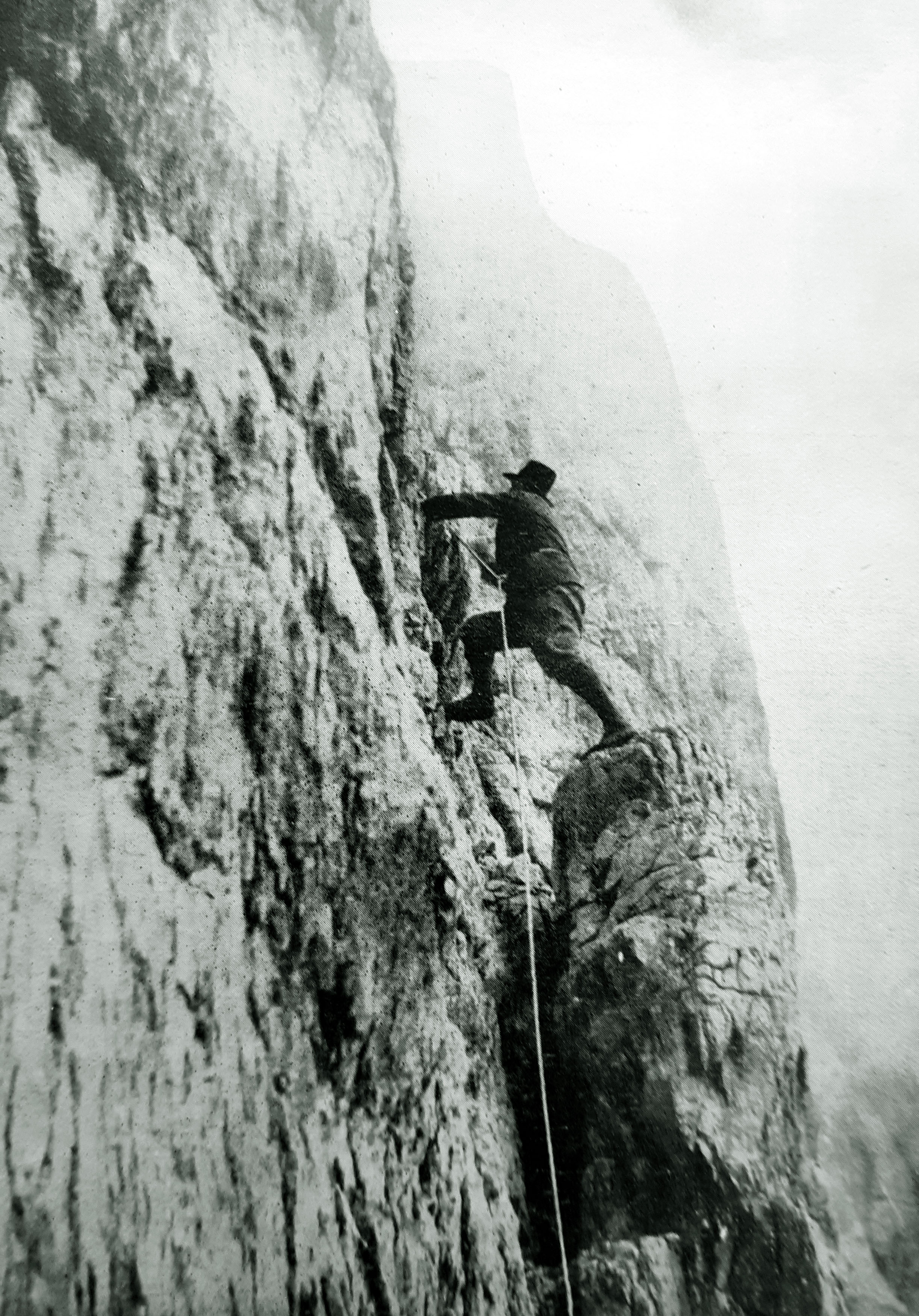
Le roi Albert dans le massif de Brenta, Trentin-Haut-Adige (1932).

Le roi a effectué quelque deux cents ascensions majeures, parmi lesquelles les plus notables sont :
- 1905 - Piz Bernina (chaîne de la Bernina) avec le guide suisse Albert Supersaxo[41];
- 1906 - Cima Tosa (Dolomites) et Ortles (massif de l'Ortles) ;
- 1907 - Arête nord-est du Piz Caral (chaîne de la Bernina) avec son épouse Élisabeth et les guides Schocher et Supersaxo[41] ;
- 1908 - Arête du Hörnli au Cervin, avec les guides Aloys et Benedikt Supersaxo ;
- 1909 - Antelao (Dolomites)[42] ;
- 1913 - Arête belge au Hübschhorn (Alpes lépontines), avec Aloys et Benedikt Supersaxo, et Fletschhorn (Alpes valaisannes) ;
- 1920 - Traversée des Drus avec le guide Ravanel « le Rouge »[43] et aiguille du Grépon (massif du Mont-Blanc)[39] ;
- 1921 - Aiguille des Grands Charmoz (massif du Mont-Blanc) ;
- 1926 - Campanile Basso (massif de Brenta)[42] ;
- 1932 - Jungfrau (Alpes bernoises) ;
- 1933 - Torre Re Alberto (Alpes centrales), avec Aldo Bonacossa et Giusto Gervasutti, face sud-ouest du Croz dell'Altissimo avec Hans Steger[44] et paroi nord du Catinaccio (Dolomites).

### Sciences

Albert Einstein et le roi Albert dans les jardins du château de Laeken (1932).

Dès son entrée à l'École royale militaire en 1891, le futur roi marque une prédilection pour les sciences. Au laboratoire de chimie, il se montre particulièrement assidu. C'est de cette époque que date son attachement pour les sciences, qu'il aime pour elles-mêmes, pour leur utilité pratique et parce qu'il voit en elles un instrument d'union entre les peuples. Il les considère comme un agent de pacification et s'attachera après la guerre à favoriser leur essor. En 1910, le roi assiste au congrès du XXVe anniversaire de la Société des ingénieurs et industriels présidé par Ernest Solvay, qu'il connaît personnellement, tandis qu'en 1917 il rend visite à Marie Curie qui séjourne à la frontière belge.
Le 1er octobre 1927, le roi prononce un discours dans les grands halls de Cockerill à Seraing, à l'occasion du cent-dixième anniversaire de l'usine. Le roi présente la science non seulement comme un levier pour l'industrie, mais comme un instrument du prestige de la nation. Il décrit la pauvreté des laboratoires belges et lance un appel à la générosité du secteur privé. Ce « discours de Seraing » donne l'impulsion nécessaire à la création d'une institution nouvelle, de droit privé, au service d’une science utile, sociale, pacifique et patriotique : le Fonds national de la recherche scientifique. L'idée du recours à des fonds privés pour soutenir la recherche revient à Émile Francqui, mais c'est grâce au discours royal que la philanthropie permet de collecter plus de cent millions de francs belges. En effet, dès le 26 novembre, au palais des Académies, le roi annonce la constitution du fonds, qui sera créé en 1928.

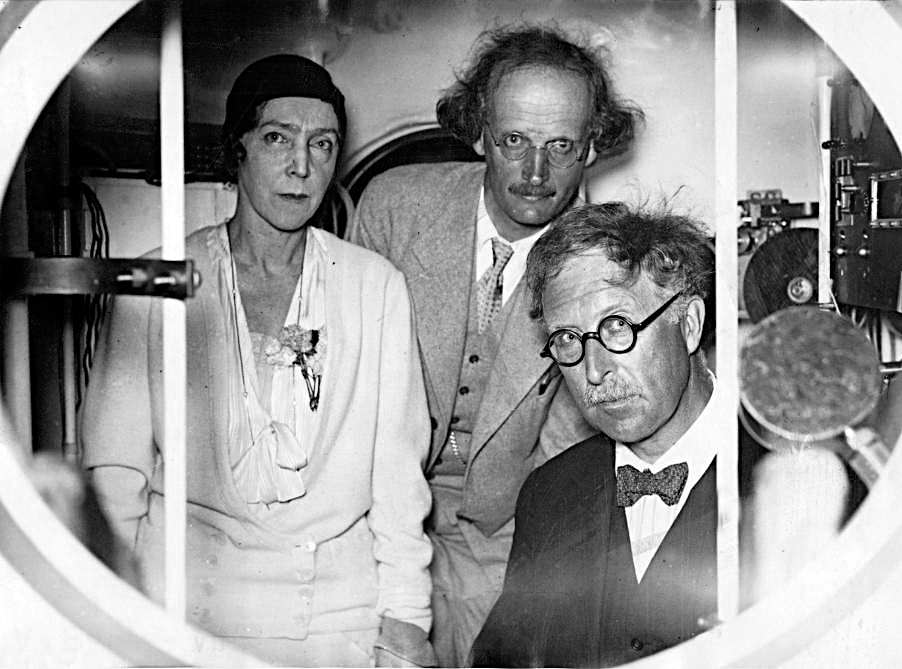
La reine Élisabeth, Auguste Piccard et le roi Albert (Le Soir Illustré du 20 août 1932).

Le roi Albert et la reine Élisabeth à l'église du Saint-Sépulcre (Jérusalem) le 6 avril 1933.

Le roi s'intéresse à la concrétisation des projets conçus par le Fonds de la recherche scientifique en divers domaines. Des expéditions géographiques sont menées au Congo en 1932, année d'une visite royale dans la colonie. Le roi suit de près d'autres initiatives générées par le fonds dans les domaines de l'aérostatique, de la physique ou encore des travaux réalisés en zoologie, botanique ou géologie.
Sur le plan archéologique, des fouilles sont entreprises à Apamée en Syrie en 1930. Le roi et la reine s'y rendent trois ans plus tard, au printemps 1933, lors de leur dernier voyage en avion, qui leur permet de découvrir également le Liban et la Palestine. Non sans humour, le roi aimait répéter : « Je fais de l'avion pour y habituer les Belges comme mon arrière-grand-père Louis-Philippe prenait le train pour y habituer les Français. »
Animés par le désir de partager de nouveaux savoirs, les souverains reçoivent volontiers à Laeken Auguste Piccard, Albert Einstein et d'autres scientifiques. Dans l'esprit du roi, le public ne comprend pas assez que la science pure est la condition indispensable de la science appliquée et que le sort des nations qui négligent la science et les savants est marqué pour la décadence.

## Opinions politiques
Jacques Willequet, dans sa biographie Albert Ier, roi des Belges, présente le roi comme un aristocrate cosmopolite, ne se sentant pas belge mais lié aux Belges par son serment. Selon lui, guidé par le principe de l'équilibre européen, le roi est favorable à une paix de statu quo ante bellum. Willequet avance aussi qu'Albert, guidé par son désir de mettre fin à la majorité absolue du Parti catholique, plaide pour la formation d'un cabinet d'union nationale et l'introduction du suffrage universel.
Marie-Rose Thielemans le décrit comme « un conservateur habile, sachant humer le vent, secret, ne laissant pas percer ses véritables sentiments » et « un homme d'État d'envergure, guidé de bonne foi par ce qu'il considère comme l'intérêt fondamental du pays : la neutralité et l'unité dans un climat social et linguistique apaisé ». Elle le décrit aussi comme un pacifiste, voire un défaitiste et rappelle que lors de l'affaire Dreyfus, Albert, encore tout jeune, avait pris fait et cause pour le capitaine en envoyant à Jules Bosmans, son confident et ancien précepteur de son frère, une carte postale illustrée d'un portrait de Dreyfus portant la mention La vérité est en marche qu'il signe : « un Dreyfusard » en 1898.
L'historien flamand Luc Schepens avance qu'en matière linguistique, la politique du roi Albert n'est pas claire mais guidée par l'idée de l'unité du pays.
Laurence Van Ypersele affirme que les idées du roi sont proches de celles des libéraux. Le roi n'estime pas la démocratie pour elle-même, mais il la considère comme une contrainte à laquelle il faut se plier. S'il exerce des pressions en faveur du suffrage universel, il ne le considère pas comme un bien en soi mais plutôt comme une nécessité pour la stabilité du pays,.

## Postérité et hommages

### Légende du Roi Chevalier

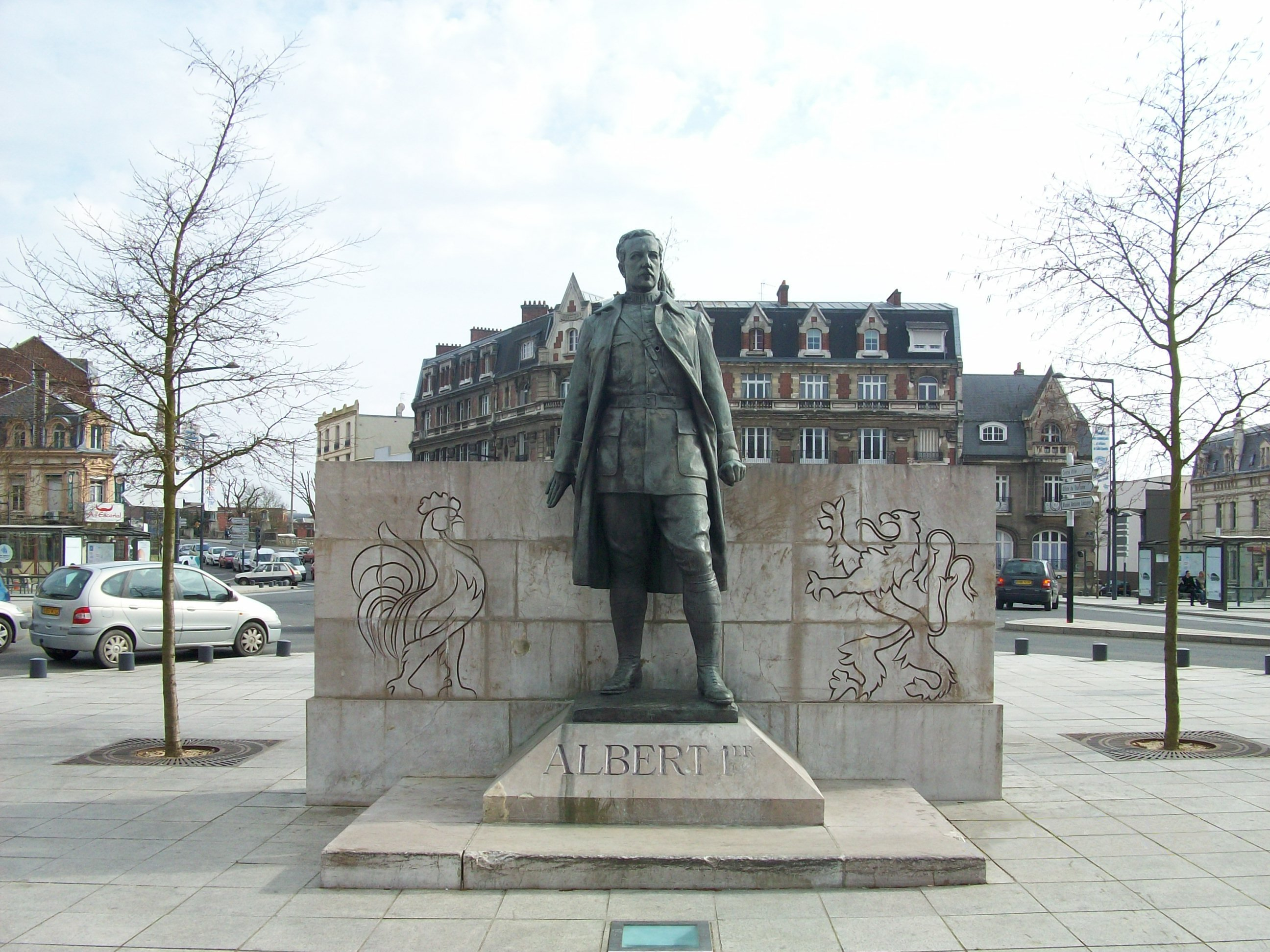
Monument, place du 8 octobre 1932 à Saint-Quentin (Aisne, France) par Ernest Diosi.

Dès le début de la Première Guerre mondiale, se développe une identification entre le peuple belge et son souverain, qui aboutit à une sorte de culte de la personnalité : dans la Belgique occupée, des pièces d'or à son effigie sont utilisées comme bijoux. Clemenceau, qui rencontre le roi sur le front près de Dunkerque le 7 septembre 1918, est séduit par la compétence et le bon sens du souverain. Après la guerre, on commercialise des porcelaines, des cartes postales, des boîtes à biscuits à l’effigie du roi en uniforme. D'après Patrick Roegiers, le roi se prête de son plein gré à l'édification de sa légende en posant pour les artistes. Pourtant, le roi n’aimait pas cette épithète de « Roi Chevalier » et tous ses contemporains s'accordent sur sa modestie non feinte. Par ailleurs, Patrick Roegiers précise qu'il était un cavalier médiocre.
Selon Laurence Van Ypersele, le mythe du roi Albert est né en Belgique dès les premiers jours d'août 1914 : les journalistes et les écrivains belges le présentent alors comme l'incarnation de la Belgique, le chevalier de l'honneur, le défenseur du droit. Selon l'historienne, ce n'est qu'ensuite que la propagande française et surtout britannique reprend le mythe tel quel et le diffuse internationalement. Quant à Jacques Willequet, il écrit : « Un spécialiste de la psychologie des foules n'aurait aucune peine à expliquer le nouveau mythe de David et Goliath qui allait jaillir, et avec lui une légende merveilleuse dont chacun des éléments serait objectivement faux. »
Selon Marie-Rose Thielemans, en revanche, l'utilisation à des fins de propagande de l'image du roi débute au Royaume-Uni, qui entendait mobiliser sa population pour un motif noble et désintéressé tel que la défense d’un petit pays inoffensif injustement attaqué. Cela permettait surtout d’occulter les véritables enjeux pragmatiques de l'entrée du pays en guerre : arrêter l’Allemagne qui menaçait l’Empire britannique par sa suprématie en Europe et par le développement de sa Kaiserliche Marine. C’est ainsi que le Daily Telegraph demanda à un romancier, Hall Caine, de réunir, avant la fin de l’année 1914, des textes à la gloire de la Belgique et de son roi dans un livre intitulé King Albert's Book (publié en décembre), auquel collaborèrent de nombreuses personnalités. C'est à la suite de cette publication que s'est répandue l'expression « Roi Chevalier ». Vicente Blasco Ibáñez, pourtant antimonarchiste notoire va jusqu'à écrire : « Il est un héros sans le désirer, sans chercher à le devenir ; il est le héros le plus grand et le plus sympathique de tout le vingtième siècle. Il est le roi-chevalier… »
Camille Saint-Saëns dresse ce portrait du souverain : « Très grand, svelte, élégant, réservé, parlant d'une voix douce avec lenteur, le roi des Belges déconcerte au premier abord comme une énigme […] Sans rien perdre de sa tranquillité, le jeune souverain, connu jusqu'à présent comme un diplomate, un savant, un artiste, s'est révélé tout à coup, à l'étonnement et à l'admiration du monde, un héros. »
Selon Pierre Orts, plénipotentiaire et conseiller diplomatique et constitutionnel d'Albert Ier de 1917 à 1919 (il l'a rencontré au cours d'une trentaine d'audiences à La Panne puis à Bruxelles), l'expression « Roi Chevalier » ne s'accorde pas du tout avec la personnalité d'Albert Ier : « Le Roi-Chevalier ! Celui qui, le premier, en forme d’hommage, accola ce vocable au nom d’Albert Ier se rendit coupable d’un véritable attentat à sa personnalité. Puisse la postérité ne point le retenir ; ce serait à désespérer de la vérité historique. Chevalier, le mot n’évoque-t-il pas un aimable mélange de panache, de folle bravoure, de soumission à des servitudes morales périmées, voire de frivolité ? Et il était tout le contraire de cela. Georges Rency, en insistant sur son « sérieux », a résumé en un mot la somme des dons que ce roi mit au service de la fonction royale : la conscience, le sentiment du devoir, la réflexion, la prudence, le sens des possibilités, la patience ».
Sa mort tragique et inopinée va donner une vigueur nouvelle à la légende : des rues et des places sont nommées en son honneur et de nombreuses statues lui sont élevées, de préférence martiales et le représentant casqué et à cheval. En 1934, un poème de Rodan publié par Le Courrier de l'Armée lui donne les qualificatifs suivants : Albert l'Inoubliable, Albert le Modeste, Albert le Charitable, Albert le Sage, Albert le Bon, le Roi Sublime, le Roi Martyr, le Roi Viril, Albert le Grand, Albert le Bien-Aimé. Pierre Daye, dans Vie et mort d'Albert Ier lui prête un comportement chevaleresque qui confine à la sainteté. La France aussi a connu une grande vague de sympathie envers Albert Ier peu après sa mort : des statues furent érigées et de nombreuses voies reçurent son nom. À cette époque, la France craignait que la Belgique ne dénonce l'accord militaire franco-belge de 1920. Ainsi, en hommage à la mémoire du feu roi, la promotion 1933-1935 de l'École militaire de Saint-Cyr porte son nom.

### Nominations militaires honoraires
Nominations militaires honoraires britanniques, :
| 1er août 1915  | Colonel-in-Chief, 5th Princess Charlotte of Wales's Dragoon Guards |
| 4 juillet 1921 | Field Marshal                                                      |
| 1922           | Colonel-in-Chief, 5th Inniskilling Dragoon Guards                  |

### Monuments et vitraux

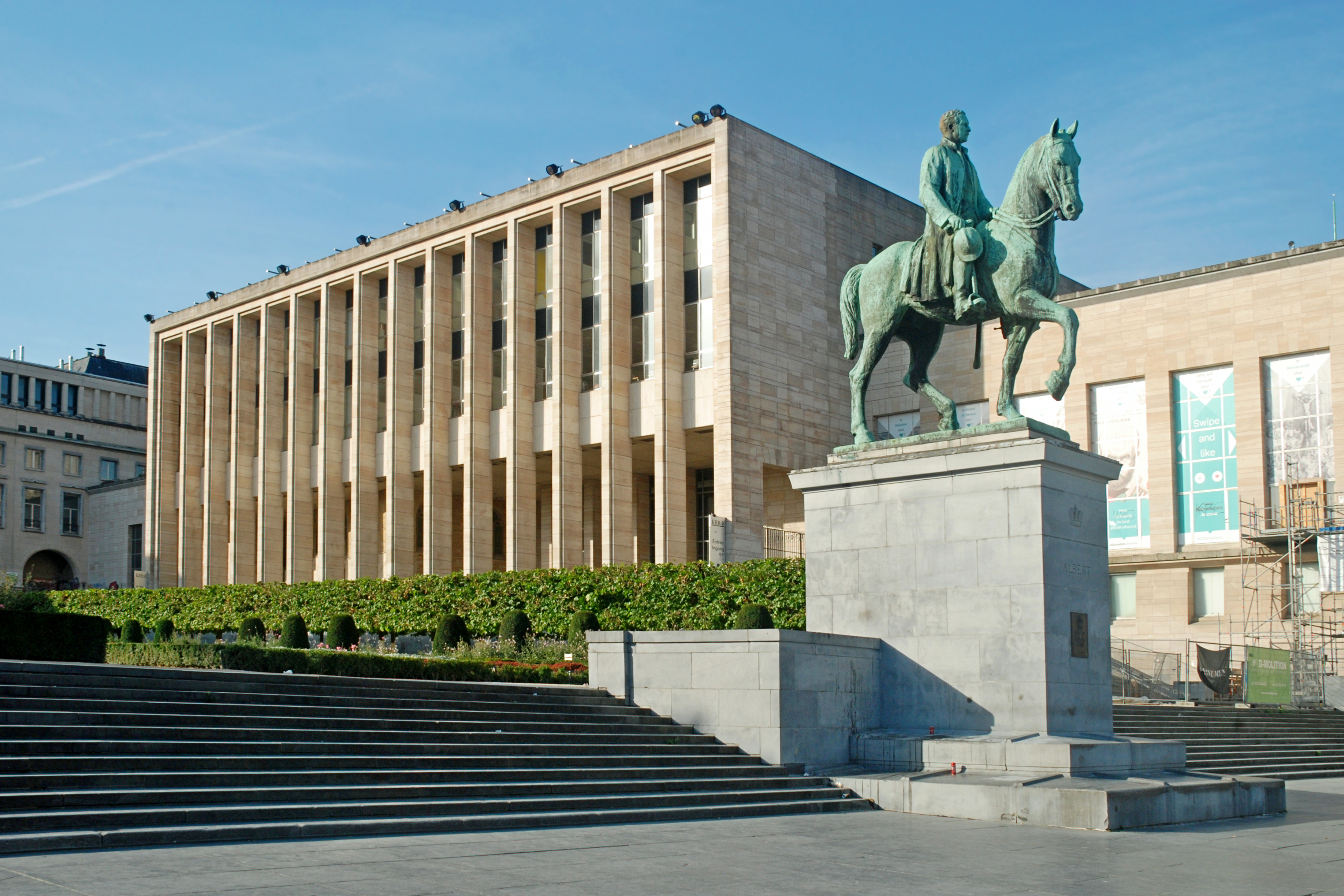
Statue équestre d'Albert Ier devant la Bibliothèque royale de Belgique au Mont des Arts à Bruxelles par Alfred Courtens (1951).

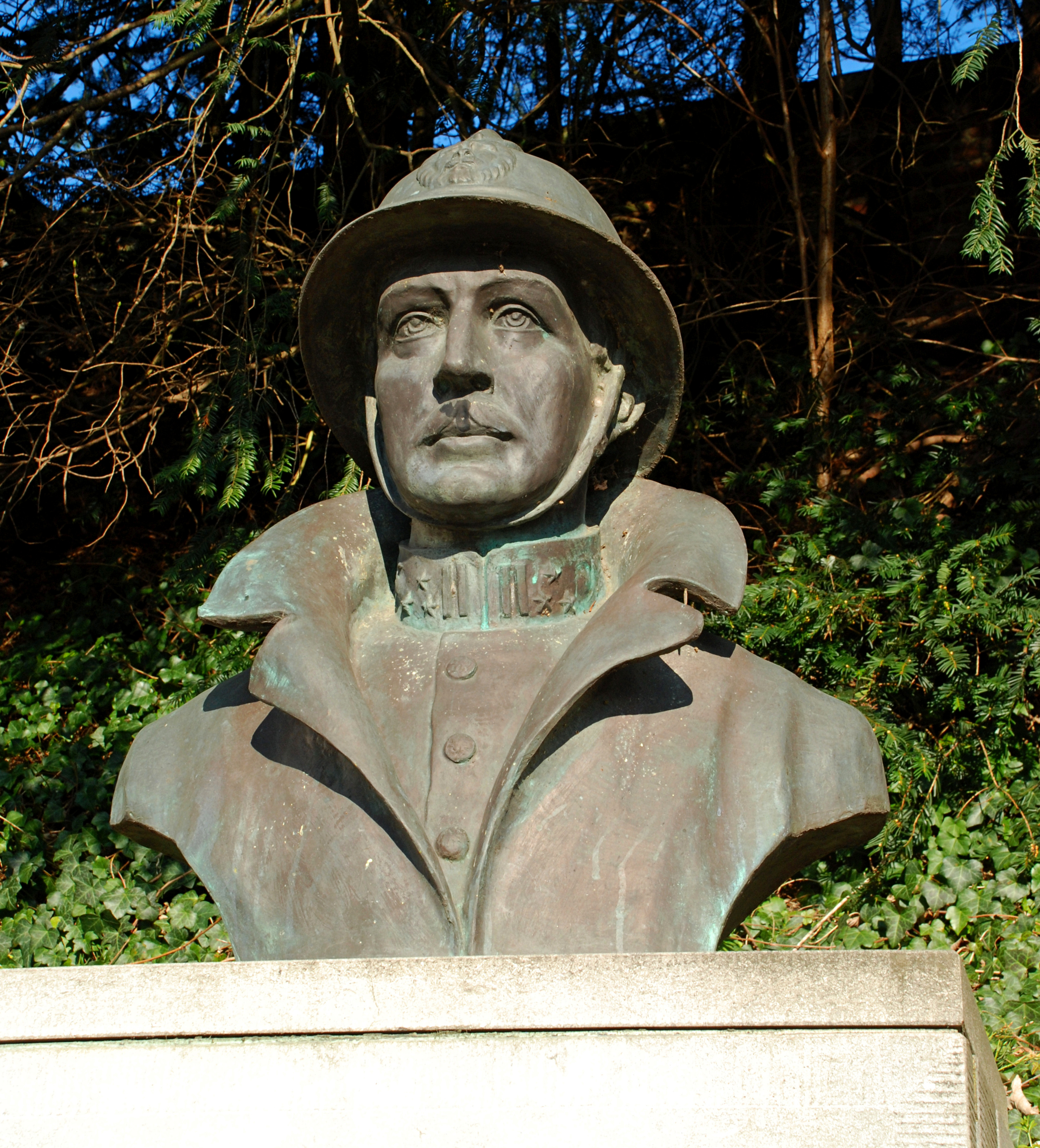
Buste du roi à Ottignies.

- 1910 : Monument à LL.MM. Albert et Elisabeth. La Commune d'Aywaille. 31 juillet 1910, à Aywaille.
- 1920 : vitrail commémorant les victimes de la guerre de 1914-1918 représentant le roi et la reine Élisabeth priant dans l'église Notre-Dame du Sablon de Bruxelles par Gustave Ladon[53].
- 1932 : vitrail représentant le roi Albert Ier à cheval à Maissin.
- 1935 : Monument commémoratif à Albert Ier de Belgique par Richard Aurili à Antibes[54].
- 1936 : 
  - Monument au Roi Albert Ier. juin 1936, à Metz.
  - Monument au roi Albert, par Ernest-Charles Diosi, à Saint-Quentin.
  - Monument au Roi Albert Ier, par Victor Demanet, situé devant l'église Saint-Martin à Arlon.
  - Au Roi Albert, relief, par Edmond Falise, à Amay.
  - Mémorial Albert Ier, médaillon en bronze par Albert Brichant, rue Albert Ier, à La Louvière[55].
- 1938 :
  - Monument à Albert Ier, par Armand Martial, à Paris.
  - Monument au roi Albert Ier, par Karel Aubroeck (sculpteur) et Julien de Ridder, à Nieuport.
  - Monument à Albert Ier, roi des Belges, par Victor Demanet, à Vichy[56].
  - Statue du roi Albert Ier, par Robert Busnel, à Sainte-Adresse (France)[57].
- 1939 :
  - Statue monumentale du roi Albert Ier, par Louis Dupont, à l'entrée du Canal Albert, à Liège.
  - Monument à Albert Ier, par Victor Demanet, avec René Schoentjes (architecte), à Kinshasa.
  - Stèle Albert Ier, par Schmidt-Hény, à Gryon.
- 1950 : Buste du roi Albert Ier, par Gustave Jacob, sur le square La Cloque au Feu à Jemappes.
- 1951 : Statue équestre du roi Albert Ier, par Alfred Courtens, au Mont des Arts, à Bruxelles.
- 1952 : Monument au roi Albert Ier, par Victor Demanet, à Uccle[58].
- 1954 : Statue équestre du roi Albert Ier, par Victor Demanet, à Namur.
- 1958 : Buste du roi Albert Ier, à Gembloux.
- 1964 : Statue équestre du roi Albert Ier, par Charles Leplae, à Liège.

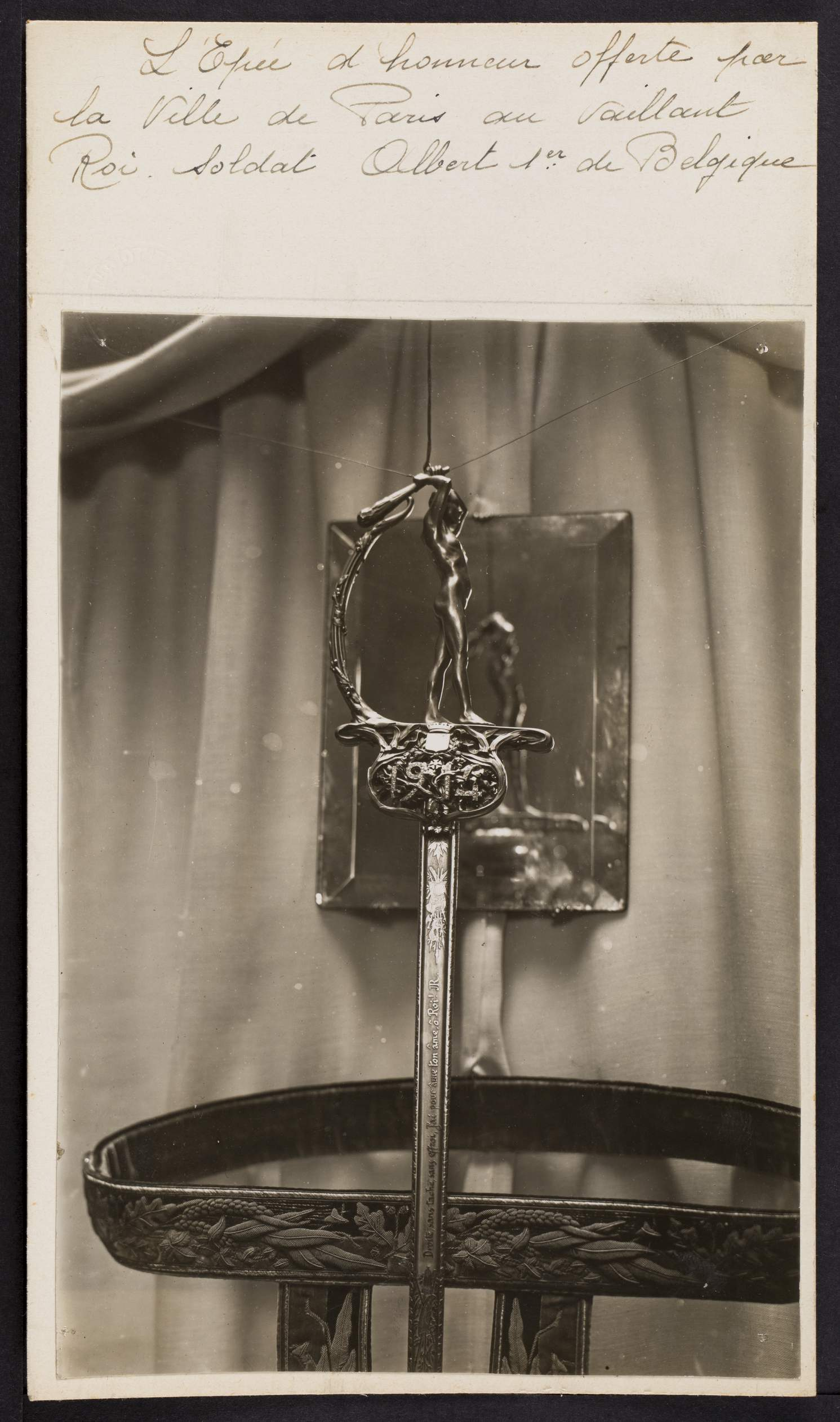
Épée d'honneur offerte par la ville de Paris.
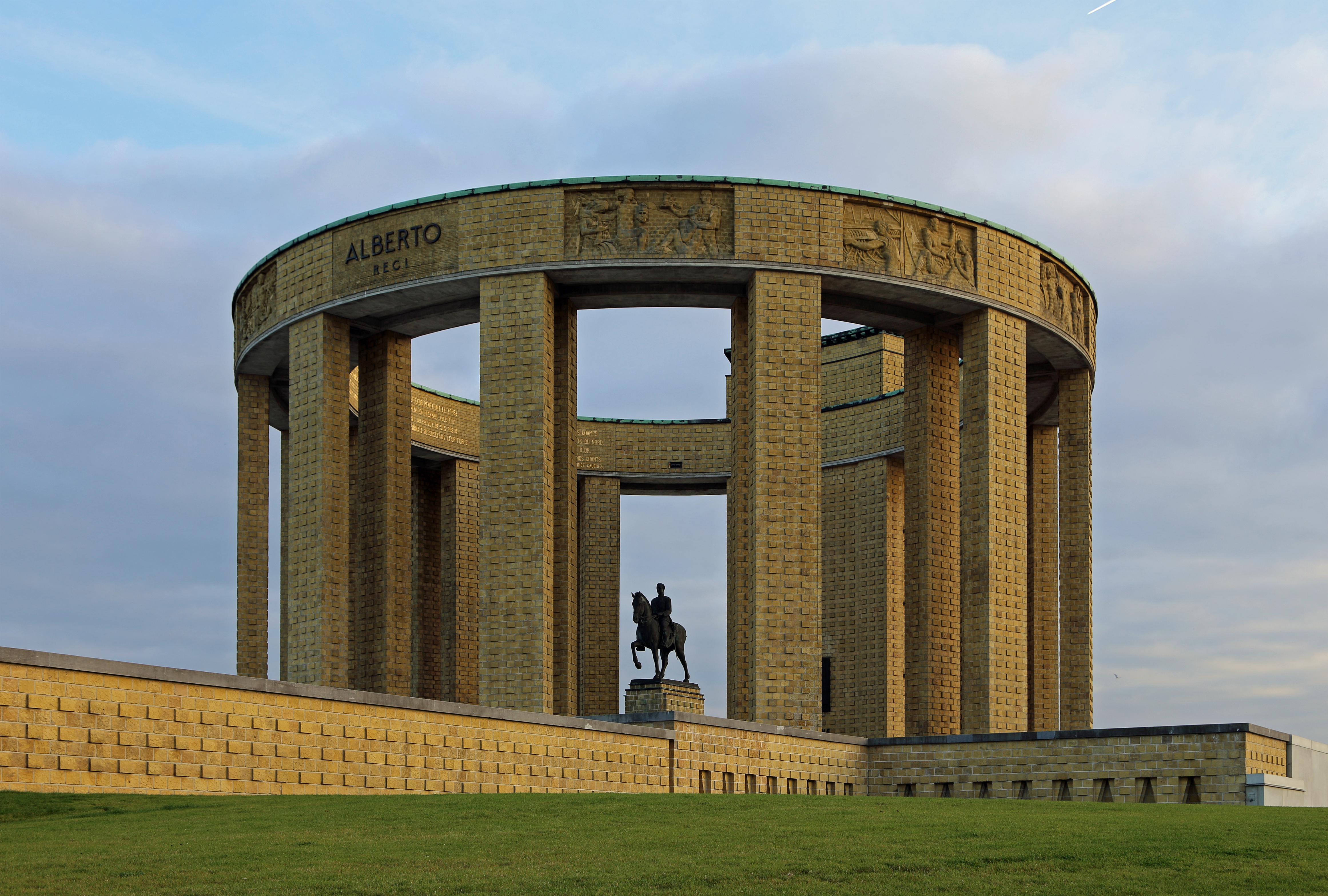
Monument au roi Albert Ier à Nieuport.
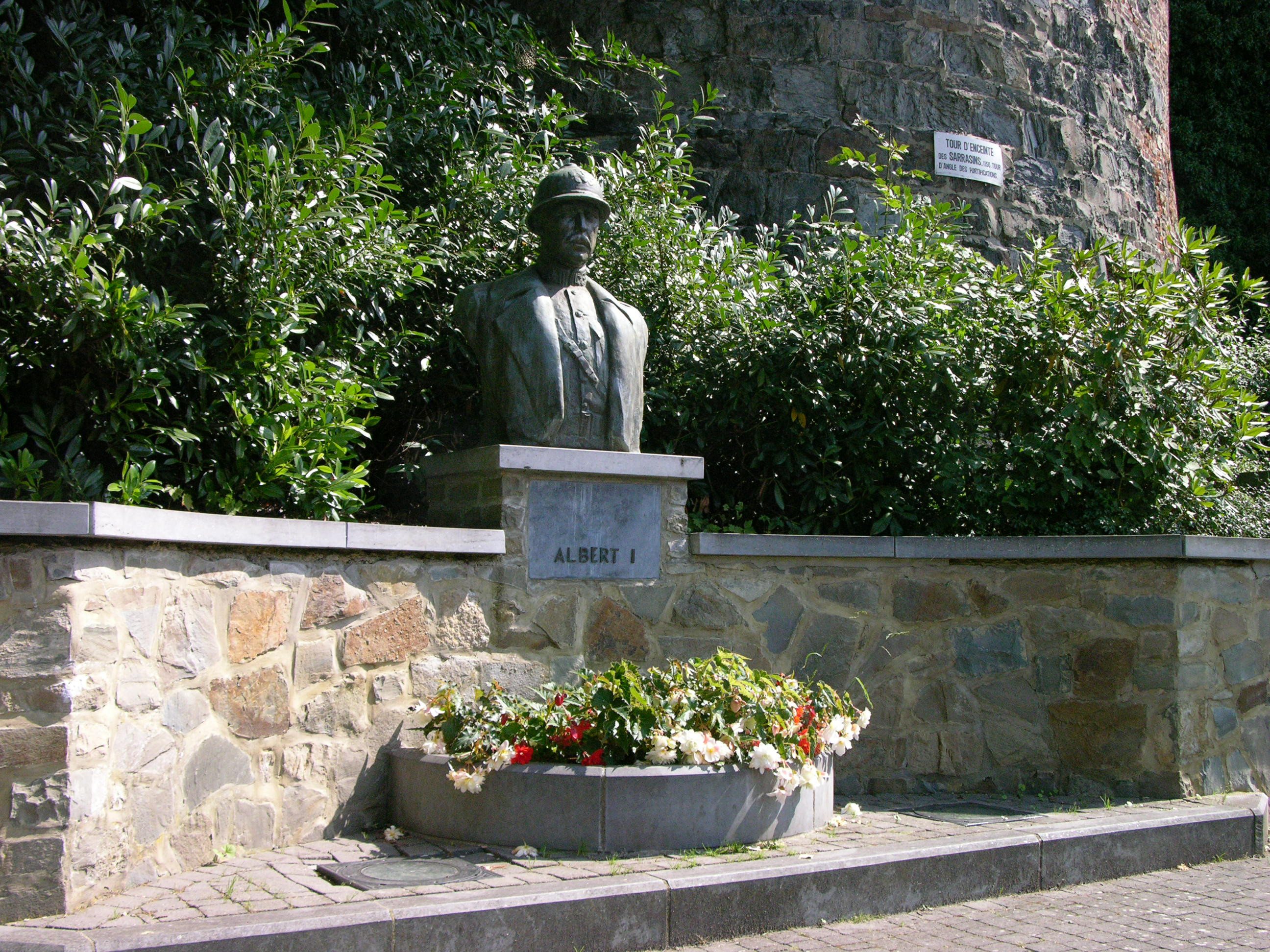
Buste à Gembloux (province de Namur, Belgique).
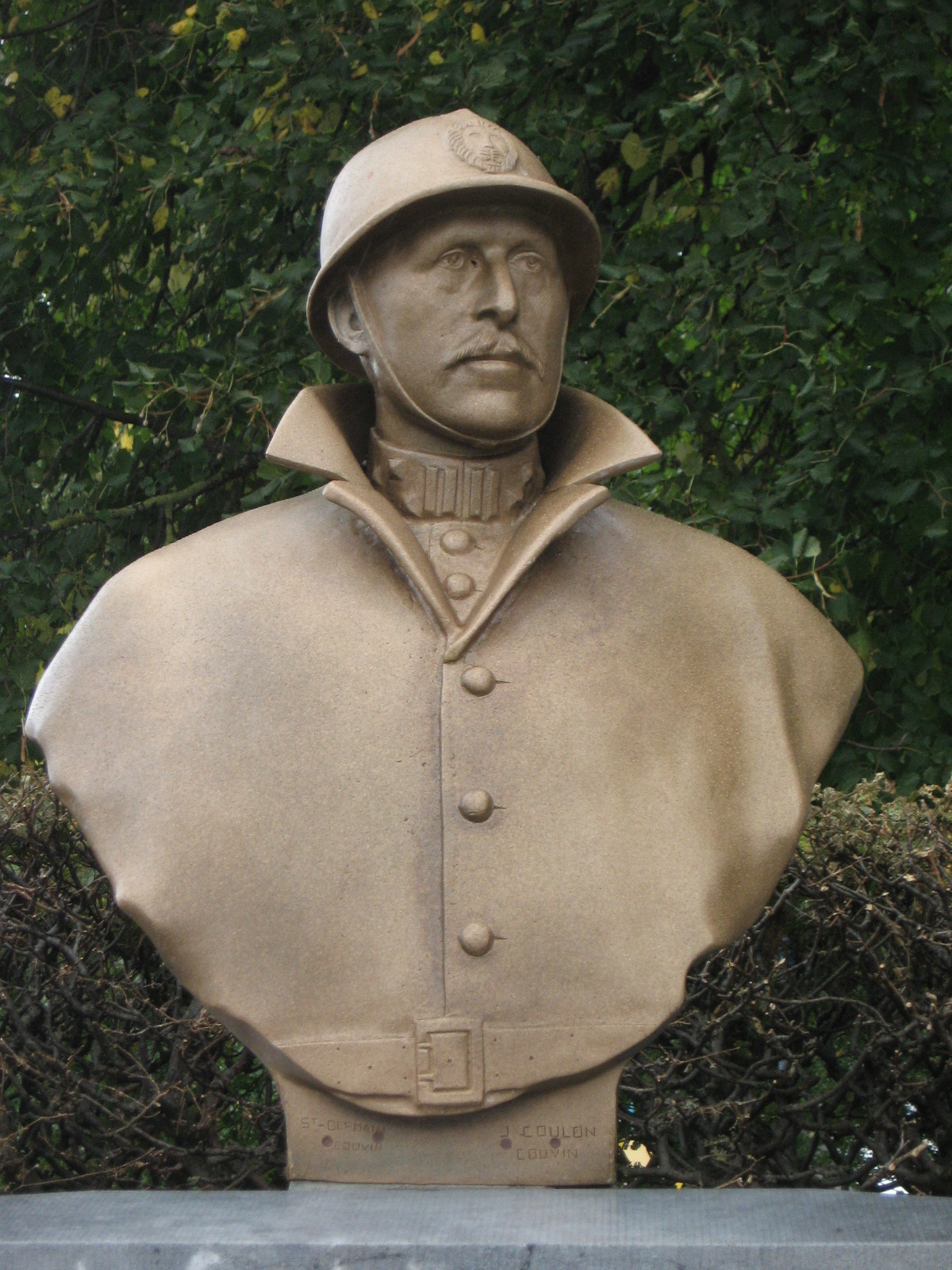
Buste à Chimay (province de Hainaut, Belgique).
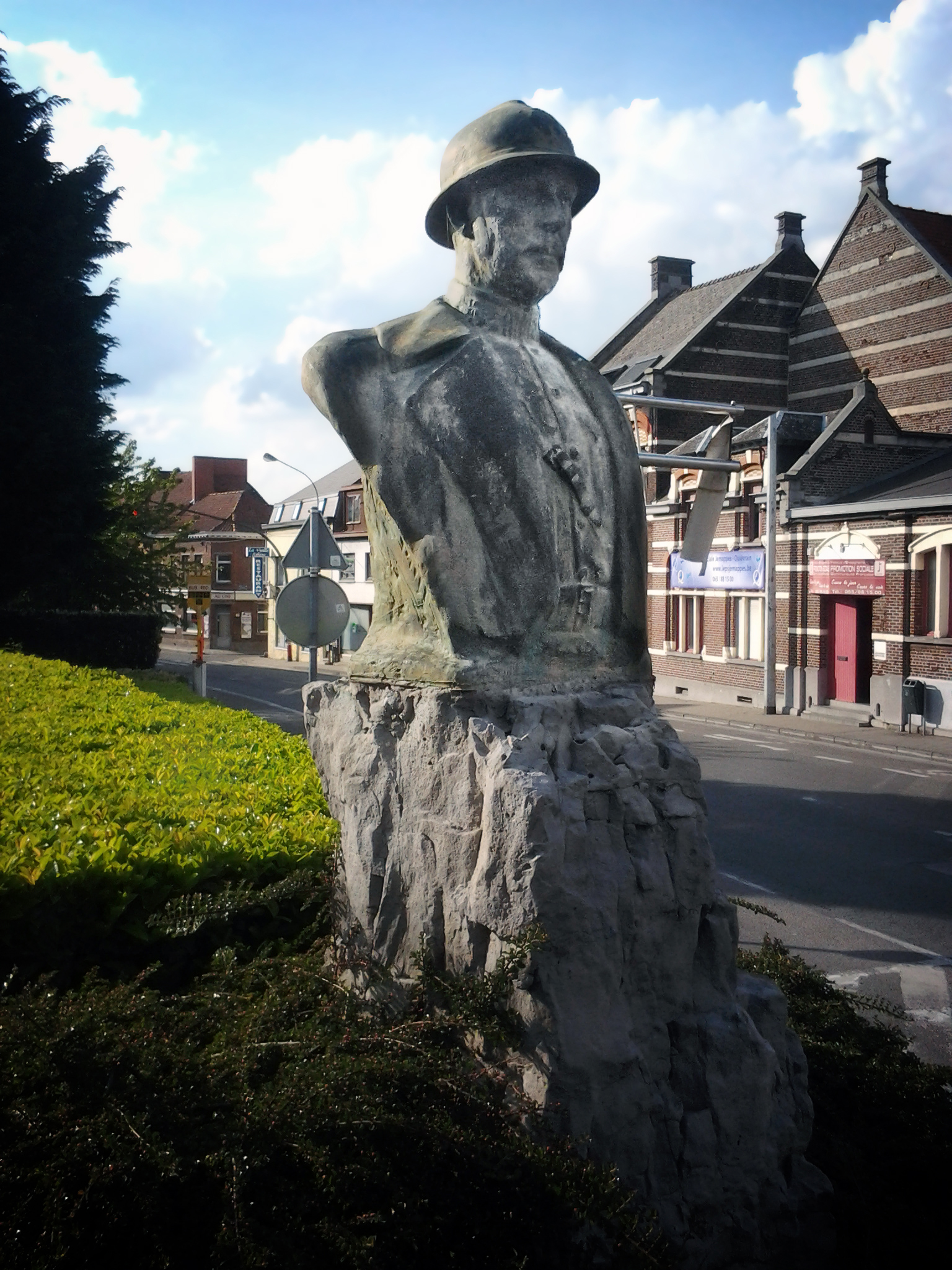
Buste à Jemappes (province de Hainaut, Belgique).
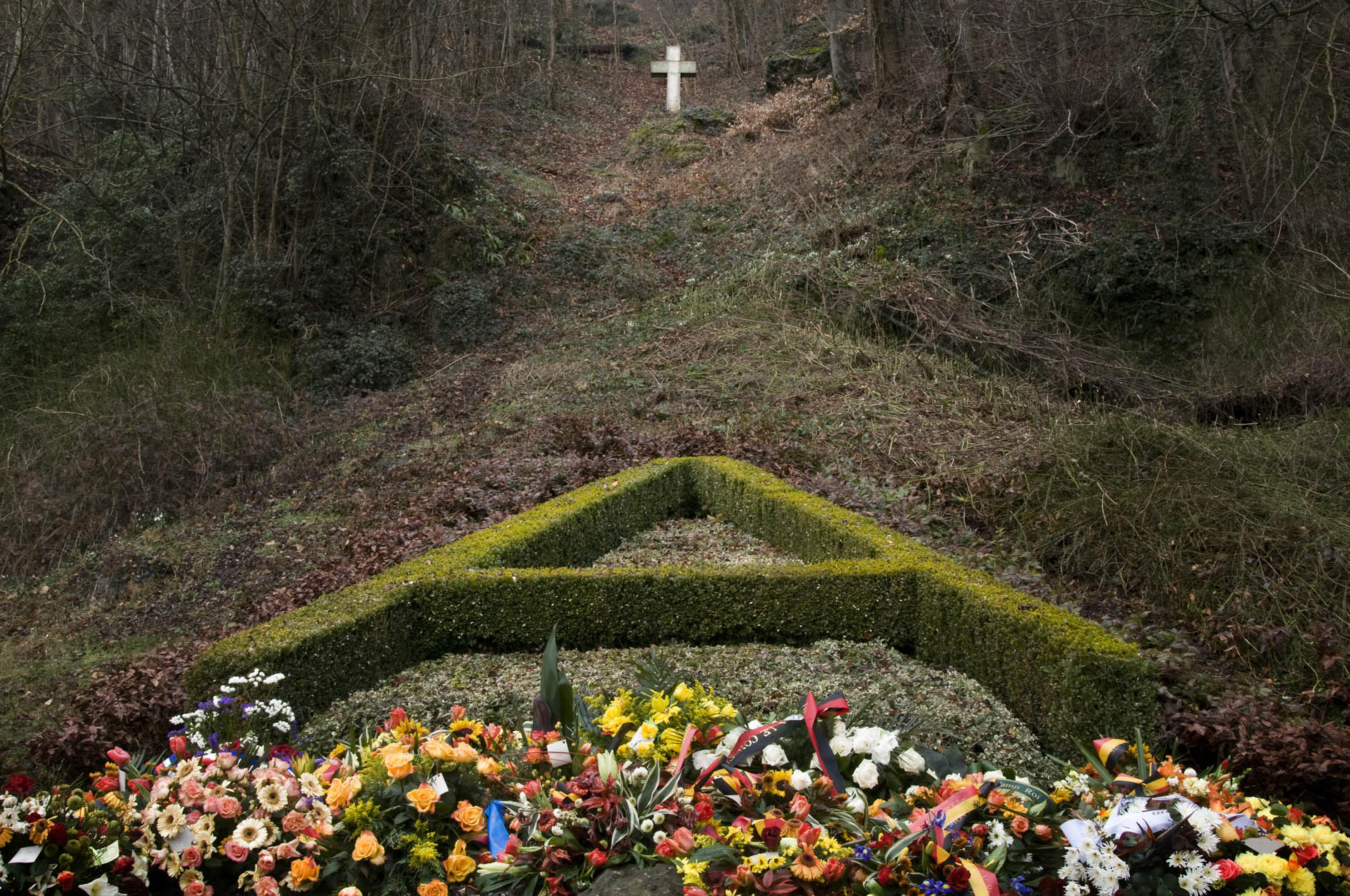
Marche-les-Dames, le monument.

### Odonymie et autres toponymes
En Belgique, d'innombrables rues, avenues, boulevards, places, squares et lieux divers comme des parcs (Gand, Courtrai ou Bruges), la bibliothèque albertine à Bruxelles ou encore un canal rendent hommage au troisième roi des Belges. Parmi les nombreuses artères du pays, une avenue porte son nom à Maissin, village ardennais belge touché par la bataille des Frontières les 22 et 23 août 1914.
L'odonymie mémorielle est également très présente en France : une rue et un pont de Dunkerque portent le nom du roi depuis le 16 novembre 1918. Il existe une avenue Albert Ier à Grenoble, au Havre, à Rueil-Malmaison, à Béziers, à Thionville, à Valenciennes et à La Rochelle, une rue à Blois, ainsi qu'un boulevard à Bordeaux et à Nancy. On recense encore par exemple un square Albert Ier à La Roche-sur-Yon, un jardin Albert-Ier à Nice, une place Albert-Ier et des stations de tramway du même nom à Montpellier, ainsi qu'un monument à Metz. À Caen, l'avenue Albert-Ier longe l'ancienne caserne occupée par l'armée belge en 1914, et une résidence pour personnes âgées située dans la même artère lui rend également hommage.
En Europe et dans le monde entier (particulièrement dans les pays alliés lors de la Première Guerre mondiale), les lieux honorant la mémoire du roi Albert sont légion, sans qu'il soit possible de les énumérer.

### Astronomie
(1290) Albertine est un astéroïde découvert peu de temps avant la mort du roi (le 21 août 1933) par l'astronome belge Eugène Joseph Delporte.

### Filmographie
- Le Roi Soldat : documentaire de 30 minutes réalisé par Auguste van Calster et produit par Jean Séfert[61].
- Albert Ier roi des Belges : documentaire réalisé par William Magnin et Marcel Collet en 1952.
- Sur les pas du roi Albert et de la reine Élisabeth, mes grands-parents : ce documentaire de 140 minutes réalisé par Nicolas Delvaulx pour la RTBF en 2014 évoque la figure du roi Albert, en présence de sa petite-fille la princesse Marie-Esméralda de Belgique[62].

### Philatélie
Au cours de son règne et après sa mort, l'effigie du roi Albert apparaît sur plusieurs timbres-poste.
- 1912-1914 : effigie du roi Albert Ier (type Pellens) : 15 valeurs.
- 1914-1915 : au profit de la Croix-Rouge : effigie du roi Albert Ier (Mac Donald) : 6 valeurs.
- 1915-1919 : effigie du roi Albert Ier : 7 valeurs.
- 1919-1920 : Roi casqué : 16 valeurs.
- 1922-1927 : nouvelle effigie du roi Albert Ier, type « Houyoux » : 25 valeurs.
- 1921-1925 : série dite « Petits Montenez » : 9 valeurs.
- 1929-1941 : type « Montenez » : 4 valeurs.
- 1931-1934 : type « Albert avec képi » : 10 valeurs.
- après 1934 : divers timbres commémoratifs.

### Phaléristique
Grand maître de :
- l’ordre de Léopold.
- l'ordre de la Couronne.
- l'ordre de Léopold II.
- l'ordre royal du Lion.
- l'ordre de l'Étoile africaine.

Décoré de, :
- Collier de l'ordre du Soleil Suprême (Nishan-i-Almar) d'Afghanistan (février 1928).
- Collier de l'ordre de Skanderbeg (Albanie, 1925).
- Algérie Scarabée vert de Tabelbala (Algérie).
- Grand-croix de l'ordre d'Albert l'Ours (Anhalt).
- Chevalier de l'ordre de la Toison d'or d'Autriche (1907).
- Grand-croix de l'ordre de Saint-Étienne (Autriche, 1910).
- Chevalier de l'ordre de la Fidélité (Bade) (1907).
- Chevalier de l'ordre de Saint-Hubert (Bavière) (1900).
- Médaille et Croix de l'Yser (Belgique, 1918).
- Médaille commémorative de la guerre 1914-1918 (Belgique) (1919).
- Médaille de la Victoire (1922).
- Belgique Médaille commémorative du centenaire de l'indépendance nationale (1930).
- Grand-croix de l'ordre du Condor des Andes (Bolivie, 1925).
- Grand-croix avec collier de l'ordre des Saints-Cyrille-et-Méthode (Bulgarie, 1909).
- Grand-croix de l'ordre de Saint-Alexandre (Bulgarie).
- Grand-croix de l'ordre royal du Cambodge.
- Grand-croix de l'ordre du Mérite du Chili (1911).
- 1re Classe 1er degré de l'ordre du Double Dragon (Chine, avril 1906).
- Chine Grand cordon de l'ordre de l'Épi d'or (10 mai 1914).
- Grand-croix extraordinaire de l'ordre de Boyacá (Colombie, 1919).
- Costa Rica Médaille d'Or commémorative du Centenaire de l'Indépendance (1921).
- : Grand-croix de l'ordre du Mérite Carlos Manuel de Céspedes (Cuba)(28 novembre 1929).
- Grand-croix de l'ordre de l'Éléphant (Danemark, 23 février 1910).
- Collier de l'ordre de Muhammad Ali (Égypte, 26 octobre 1927).
- Grand-croix de l'ordre national du Mérite (Équateur, novembre 1930).
- Grand-croix avec collier de l'ordre de Charles III d'Espagne (1906).
- 1er grade 1re classe de la Croix de la Liberté (Estonie, 1919).
- Army Distinguished Service Medal (États-Unis).
- Grand-croix de l'ordre du Sceau de Salomon (Éthiopie).
- Commandeur avec collier de l'ordre de la Rose blanche (Finlande, 1919).
- Grand-croix de la Légion d'honneur de France.
- médaille militaire (France).
- Croix de guerre 1914-1918 (France) avec palme.
- Grand-croix de l'ordre royal de Kamehameha Ier de Hawaï.
- Croix d'honneur 1re classe de l'ordre de Hohenzollern (1895).
- Chevalier de l'Annonciade (Italie, 25 mai 1910).
- Grand-croix de l'ordre de la Couronne d'Italie (1910).
- Chevalier grand-croix de l'ordre militaire de Savoie (Italie).
- Croix du Mérite de guerre (Italie, 28 mars 1919).
- Médaille du Volontaire de Guerre (Italie, 14 novembre 1931).
- décoré de l'ordre du Chrysanthème du Japon (19 novembre 1900).
- Commandeur grand-croix avec collier de l'ordre des Trois Étoiles (Lettonie, (25 août 1930)).
- Ire classe de l'ordre de Lāčplēsis (Lettonie, 1919).
- Grand cordon de l'ordre de la Rédemption africaine du Libéria (26 février 1912).
- Grand-croix de l'ordre de la Croix de Vytis (Lituanie, 1919).
- Chevalier de l'ordre du Lion d'or de la maison de Nassau (Grand-duché de Luxembourg).
- Bailli grand-croix d'honneur et de dévotion de l'ordre souverain de Malte (1er septembre 1900).
- Grand-croix de l'ordre du Ouissam alaouite (Maroc).
- Grand cordon de l'ordre du Mérite militaire (Maroc).
- Grand-croix de l'ordre de Saint-Charles (Monaco).
- Grand-croix avec collier de l’ordre de Saint-Olaf (Norvège).
- Grand-croix de l'ordre du Mérite du duc Pierre-Frédéric-Louis (grand-duché d'Oldenbourg, juillet 1910).
- Panama Croix médaille d'or de 1re classe de la Solidarité (17 avril 1920).
- Grand-croix de l'ordre du Lion néerlandais (Pays-Bas).
- Grand-croix de l'ordre du Soleil (Pérou, 13 novembre 1923).
- Grand-cordon de l'ordre du Lion et du Soleil (Perse).
- Chevalier de l'ordre de l'Aigle blanc (Pologne, 4 février 1922).
- Grand-croix de l'ordre militaire de Virtuti Militari (Pologne, 12 décembre 1923).
- Grand-croix de l'ordre du Christ (Portugal, 1910).
- Grand-croix de l'ordre de Saint-Benoit d'Aviz de Portugal (1910).
- Chevalier de l'ordre de l'Aigle noir (Prusse) (12 septembre 1896).
- Grand-croix de l'ordre de l'Aigle rouge (Prusse).
- Collier de l'ordre de Carol Ier (Roumanie, janvier 1910).
- 1re classe de l'ordre de Michel le Brave (Roumanie).
- Grand-croix de l'ordre de l'Étoile de Roumanie
- Chevalier commandant de l'ordre du Mérite aéronautique (Roumanie).
- Chevalier étranger de l'ordre de la Jarretière (Royaume-Uni, 5 décembre 1914).
- Grand-croix honoraire de l'ordre du Bain (Royaume-Uni).
- Bailli grand-croix du très vénérable ordre de Saint-Jean (Royaume-Uni, 12 juin 1926).
- Distinguished Flying Cross (Royaume-Uni).
- Médaille du couronnement d'Édouard VII (Royaume-Uni, 1902).
- Chevalier de l'ordre de Saint-André (Russie).
- Chevalier 1re classe de l'ordre de Saint-Stanislas (Russie).
- Chevalier de l'ordre de Saint-Alexandre Nevski (Russie).
- Chevalier 1re classe de l'ordre de Sainte-Anne (Russie).
- Médaille de l'ordre impérial et militaire de Saint-Georges (Russie).
- Grand-croix de l'ordre de la Couronne de Rue (Saxe, 1910).
- Grand-croix de l'ordre de la Maison ernestine de Saxe (duché de Saxe-Cobourg et Gotha, 8 avril 1893).
- Grand-croix de l'ordre de la Croix de Takovo de Serbie (23 septembre 1918).
- Grand-croix avec épées de l'ordre de l'Étoile de Karageorge (Serbie, 23 septembre 1918).
- Médaille de la Bravoure Miloš Obilić (Serbie).
- Chevalier de l'ordre des Séraphins (Suède, (2 avril 1910)).
- Grand-croix de l'ordre du Lion blanc (Tchécoslovaquie, 1923).
- Croix de guerre (1914-1918) (Tchécoslovaquie).
- décoré 1re classe de l'ordre de l'Osmaniye (Turquie).
- Grand-croix de l'ordre équestre du Saint-Sépulcre de Jérusalem (Vatican, septembre 1900).
- Collier de l'ordre du Christ (Vatican, 30 octobre 1932).
- Grand-croix avec collier de l'ordre du Libérateur (Venezuela, octobre 1911).

## Titulature et héraldique

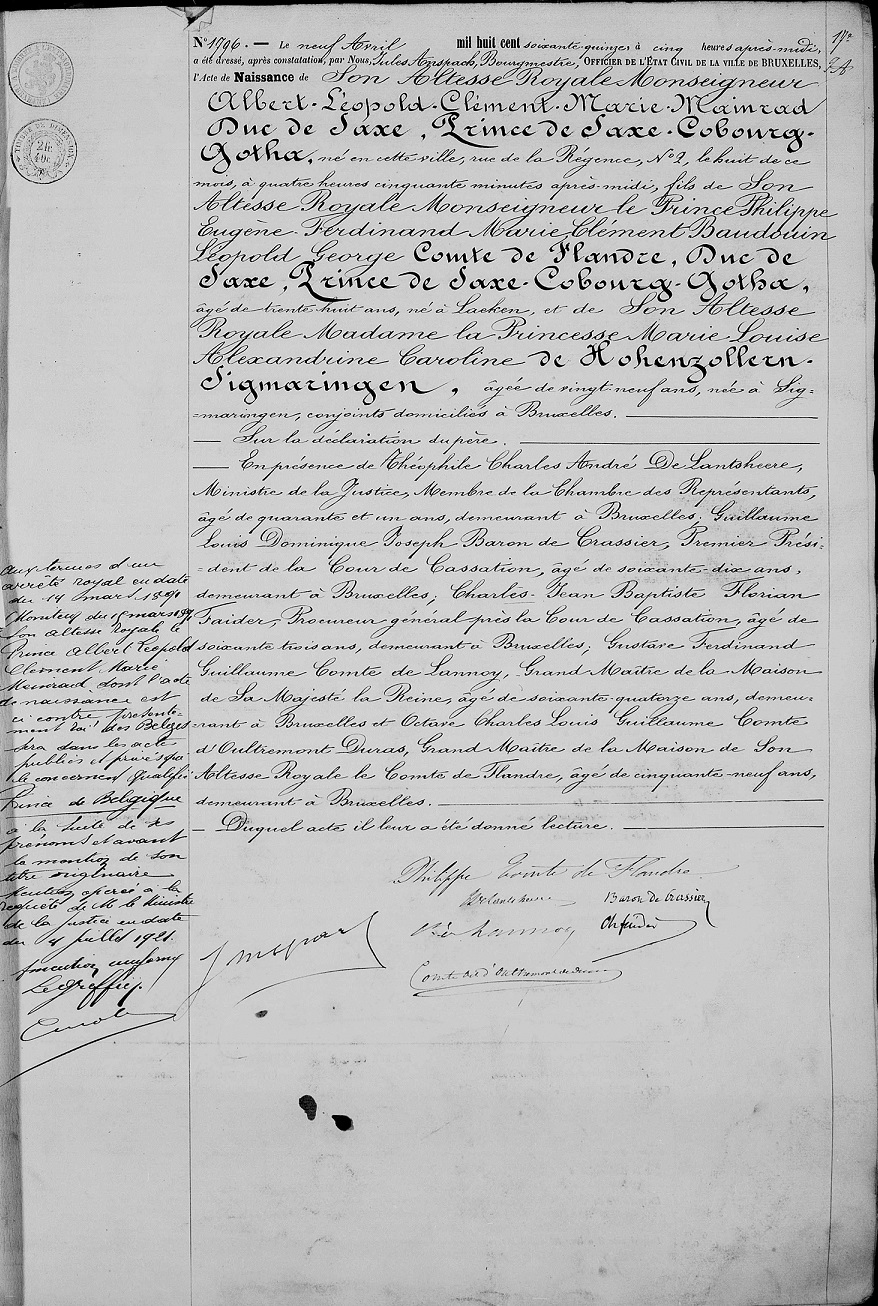
Acte de naissance d'Albert Léopold Clément Marie Meinrad, duc de Saxe, prince de Saxe-Cobourg et Gotha, 8 avril 1875.

- 8 avril 1875 — 14 mars 1891 : Son Altesse Royale le prince Albert, duc de Saxe, prince de Saxe-Cobourg et Gotha.
- 14 mars 1891 — 23 décembre 1909 : Son Altesse Royale le prince Albert de Belgique, duc de Saxe, prince de Saxe-Cobourg et Gotha.
- 23 décembre 1909 — 17 février 1934 : Sa Majesté le roi des Belges.

Albert Ier porte à la naissance les titres de duc de Saxe et de prince de Saxe-Cobourg et Gotha. À partir du 14 mars 1891, un arrêté royal lui octroie, ainsi qu'à l'ensemble de sa famille, le titre de « prince de Belgique » et, après son accession au trône en 1909, il porte le titre roi des Belges. Après la Première Guerre mondiale (1914-1918), il délaisse l'usage des titres duc de Saxe et prince de Saxe-Cobourg et Gotha, vu leur origine allemande. Toutefois ces titres sont encore présents sur certains actes officiels (actes de naissance et de décès, par exemple).
| Blason de Albert Ier (roi des Belges) | Blason  | De sable, au lion d'or, armé et lampassé de gueules (de Belgique). Ornements extérieursTimbré d'une couronne et entouré du collier de l'ordre de Charles III d'Espagne. Devise / CriL'union fait la force. |
| Blason de Albert Ier (roi des Belges) | Détails | Officiel. |